# 訃報 2022年1月
訃報 2022年1月（ふほう 2022ねん1がつ）では、2022年1月に物故した、または物故が報じられた人物についてまとめる。

## 1日 - 15日

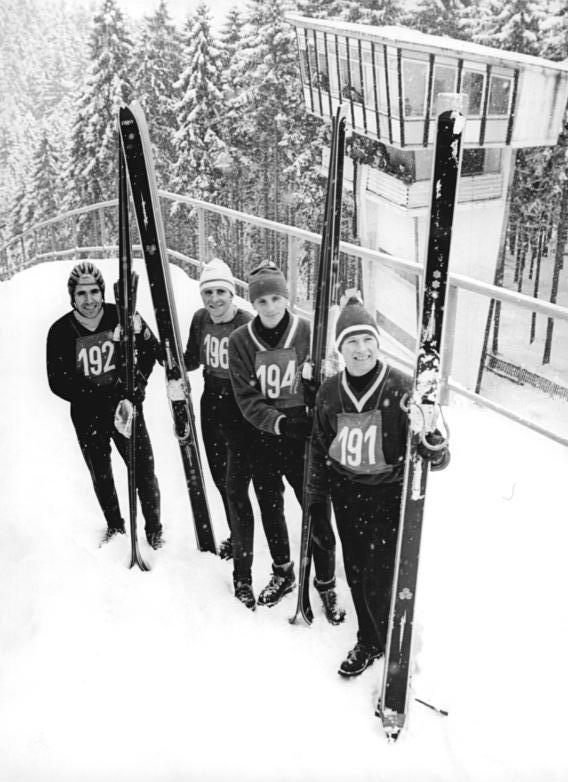
アンドレアス・クンツ（左から2番目）／1月1日没

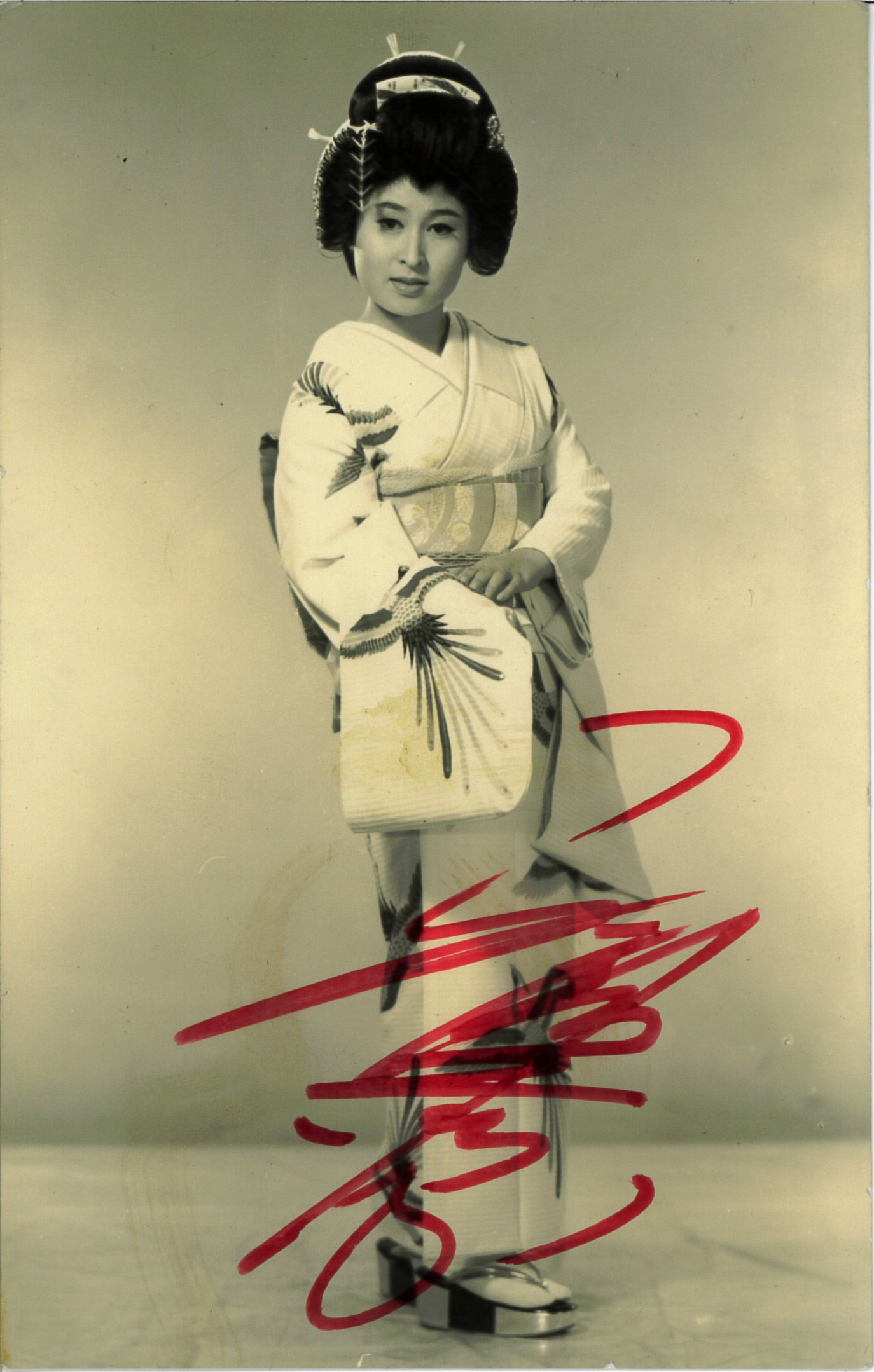
斉藤京子／1月2日没

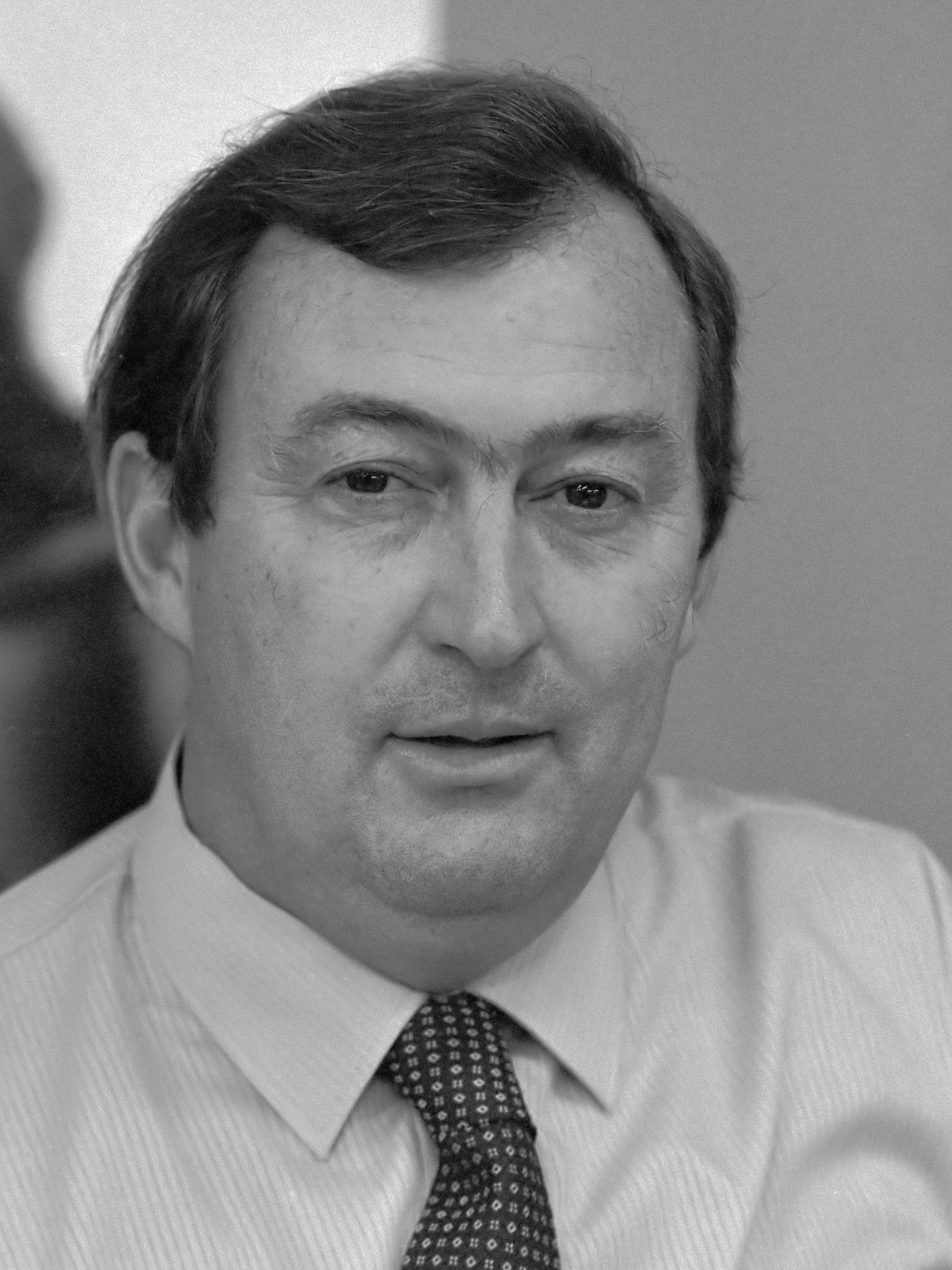
リチャード・リーキー／1月2日没

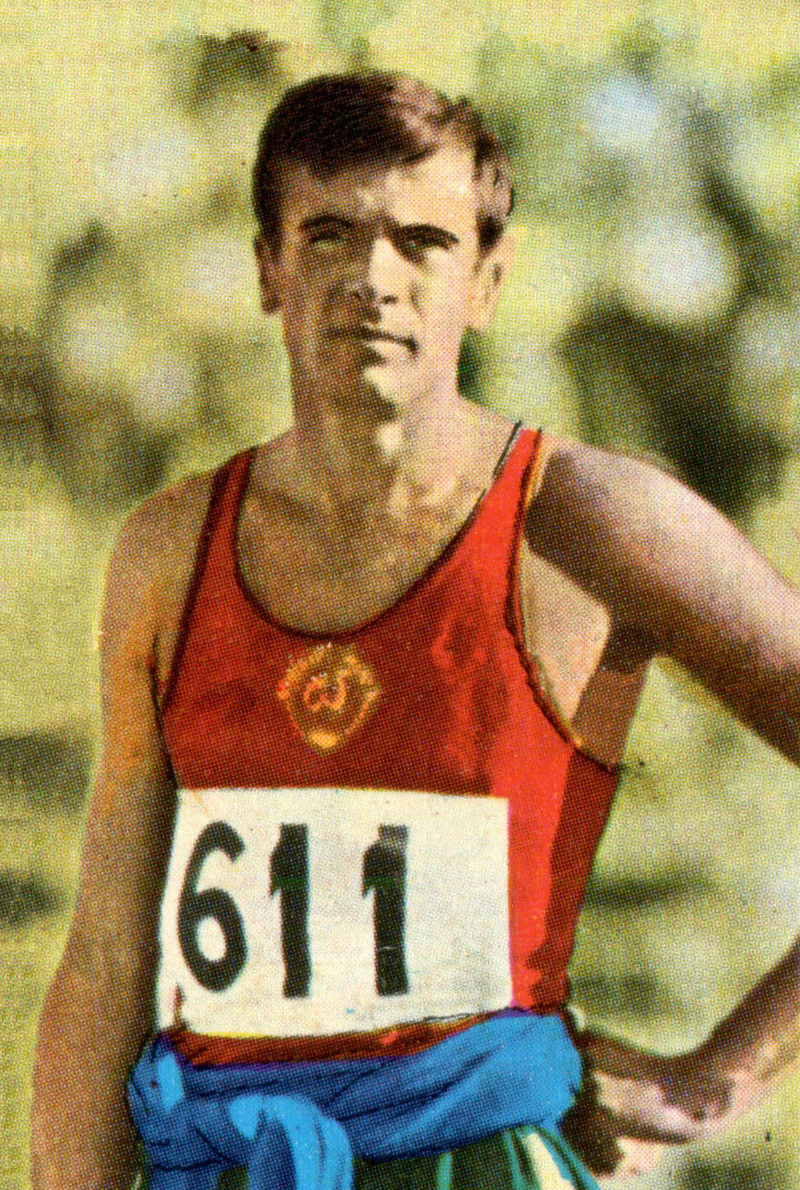
ヴィクトル・サネイエフ／1月3日没

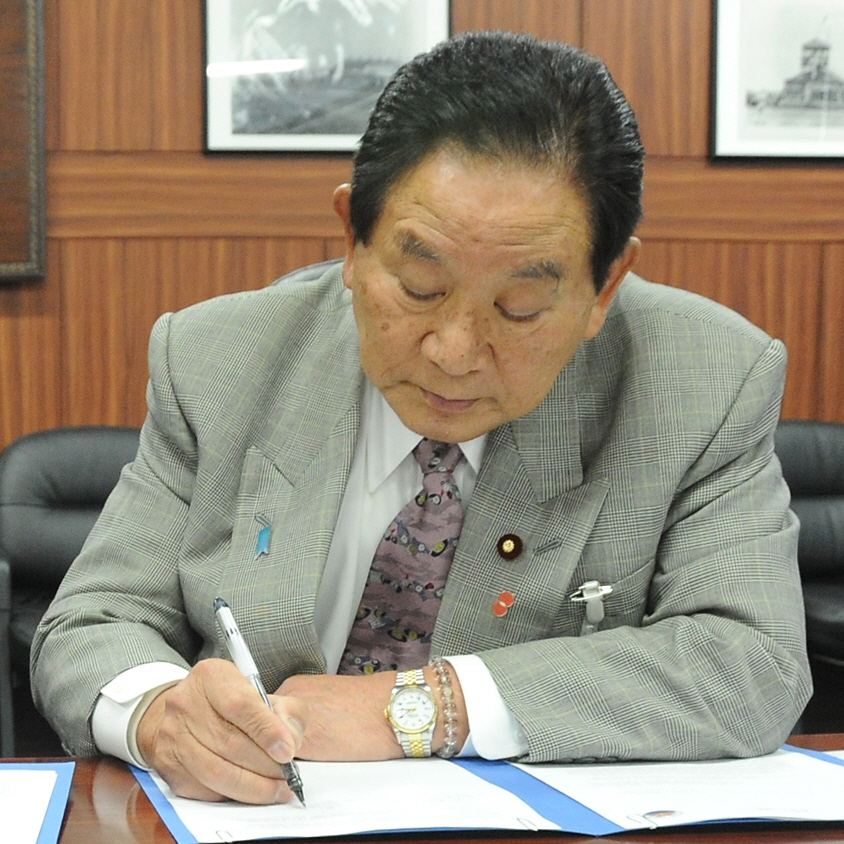
田中慶秋／1月4日没

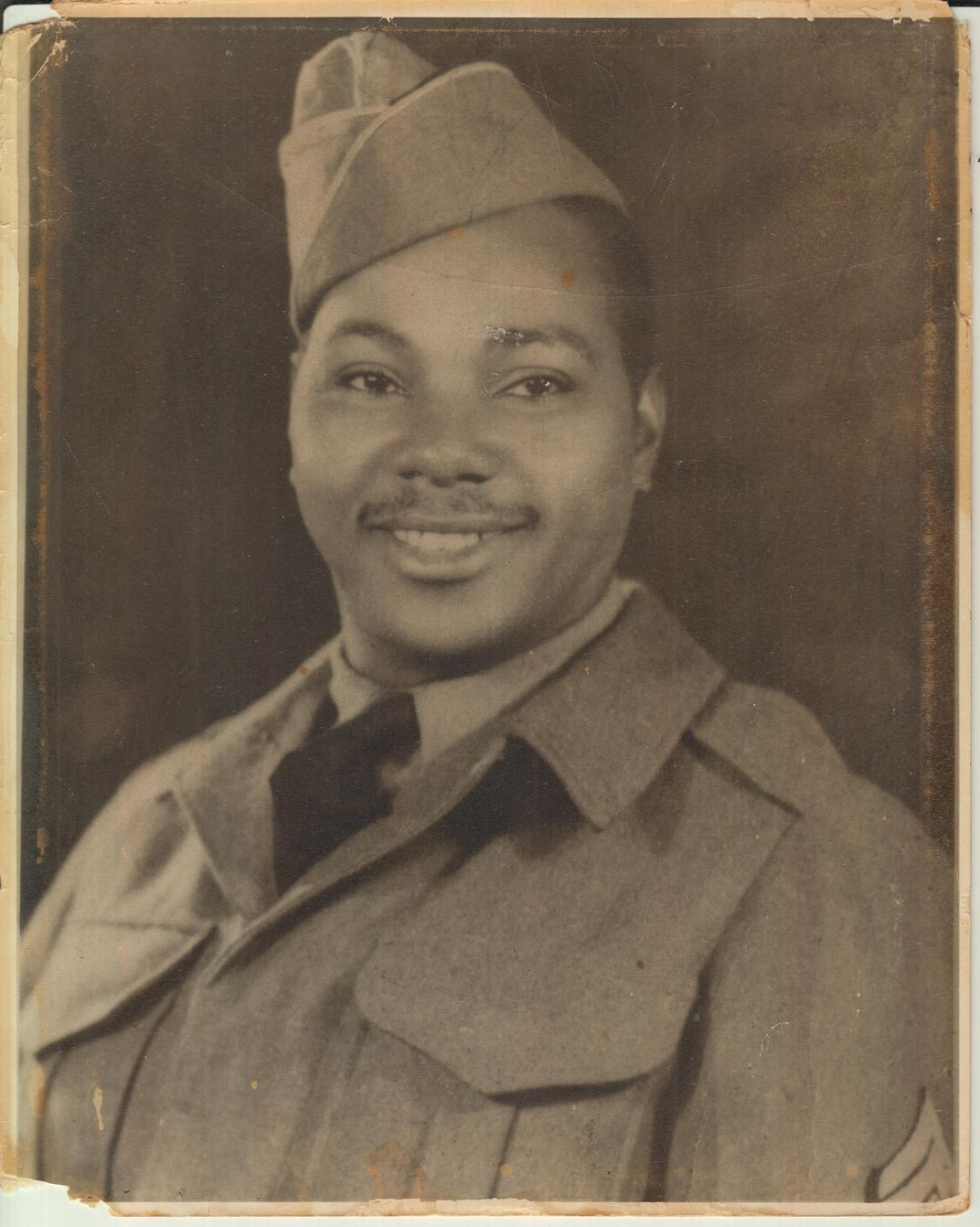
ローレンス・ブルックス／1月5日没

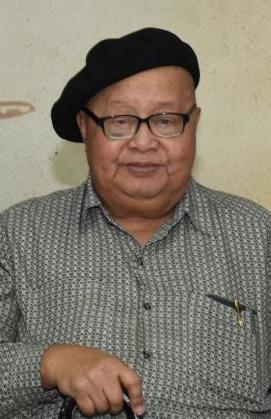
F・シオニル・ホセ／1月6日没

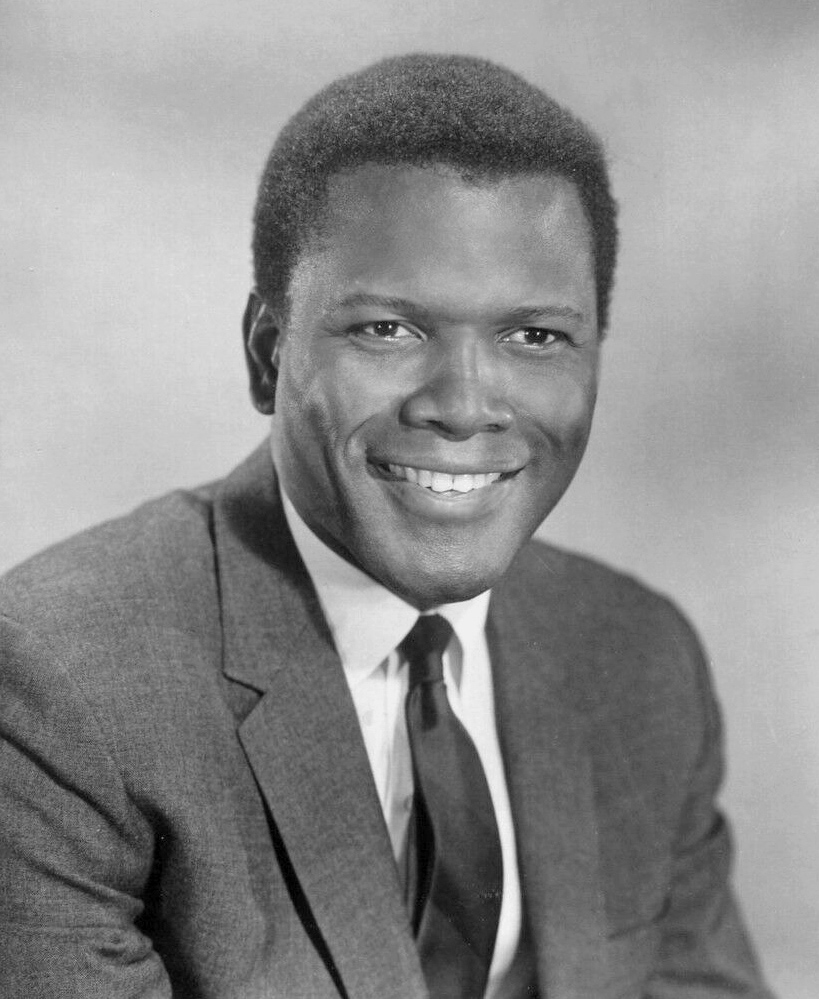
シドニー・ポワチエ／1月6日没

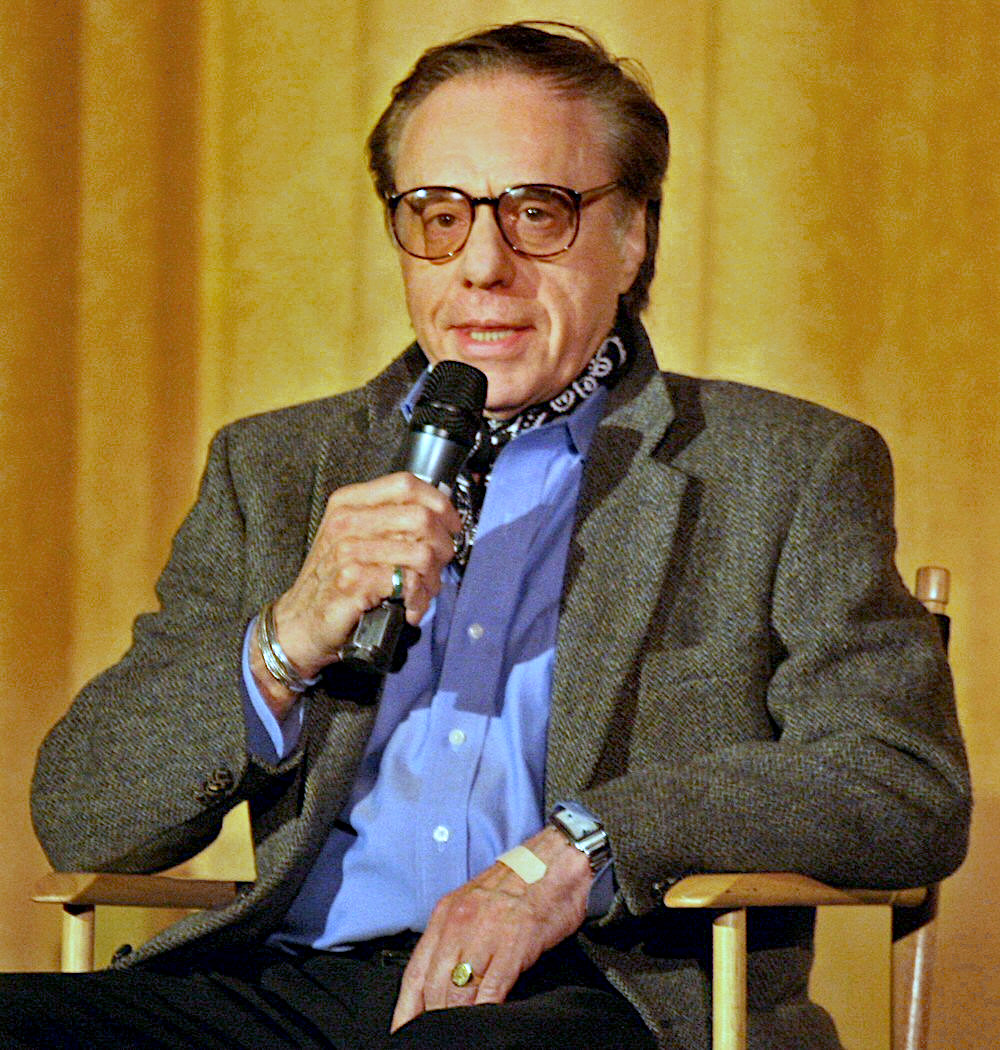
ピーター・ボグダノヴィッチ／1月6日没

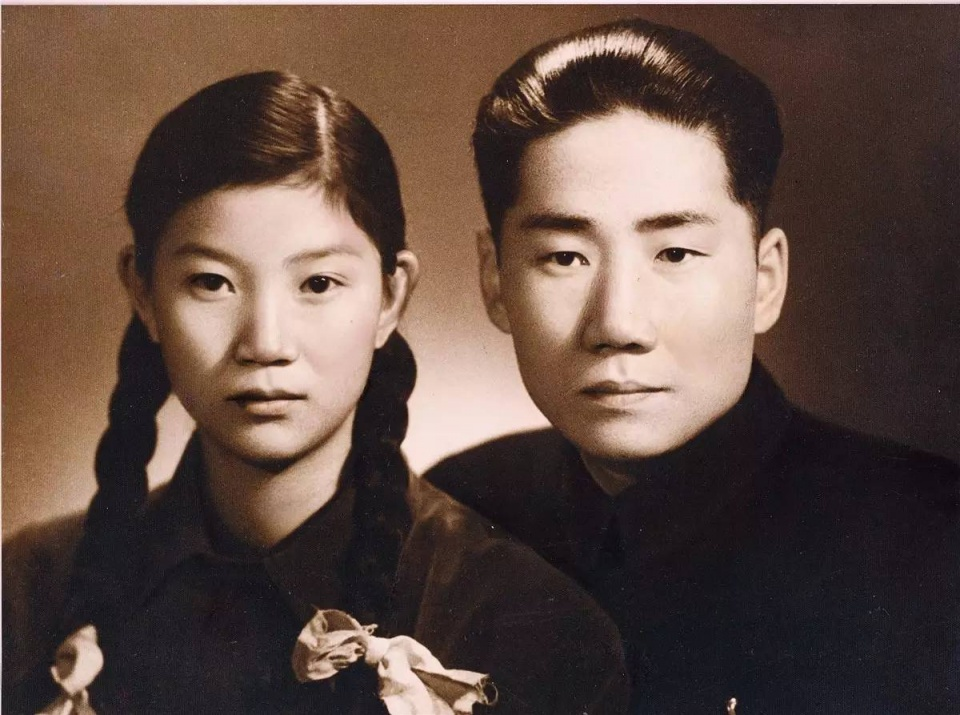
劉思斉（左）／1月7日没

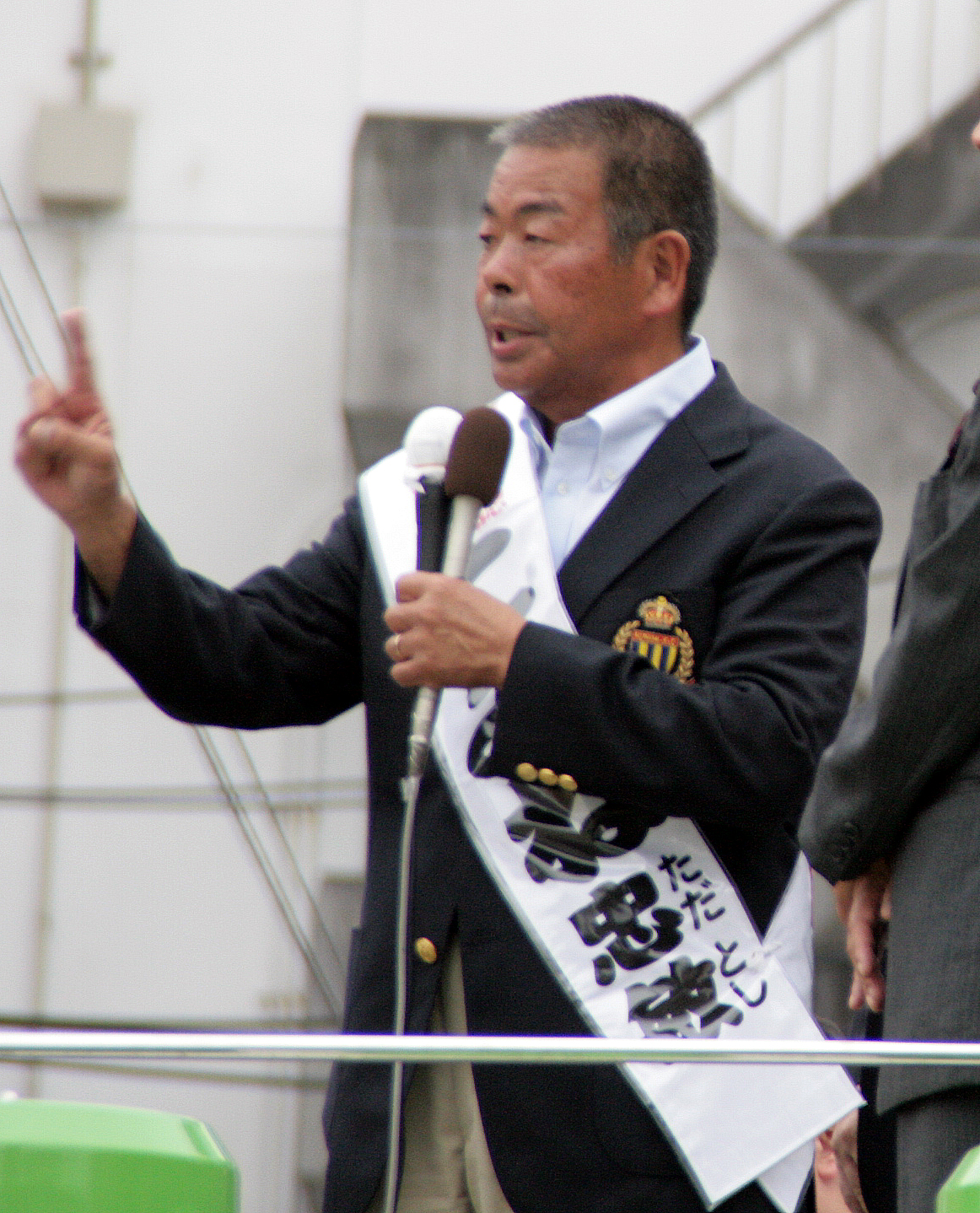
小嶺忠敏／1月7日没

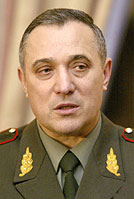
アナトーリー・クワシュニン／1月7日没

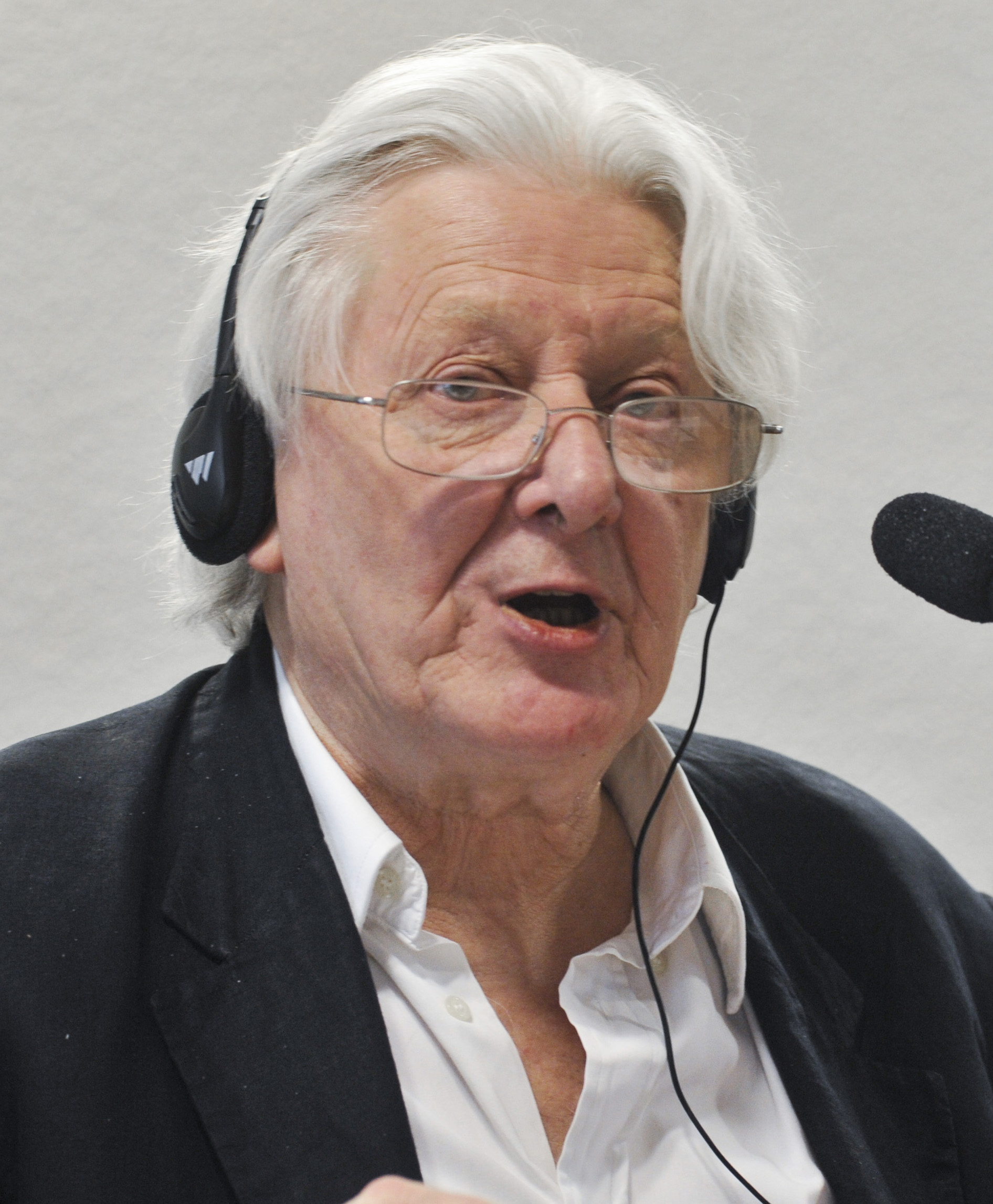
アンドリュー・ジェニングス／1月8日没

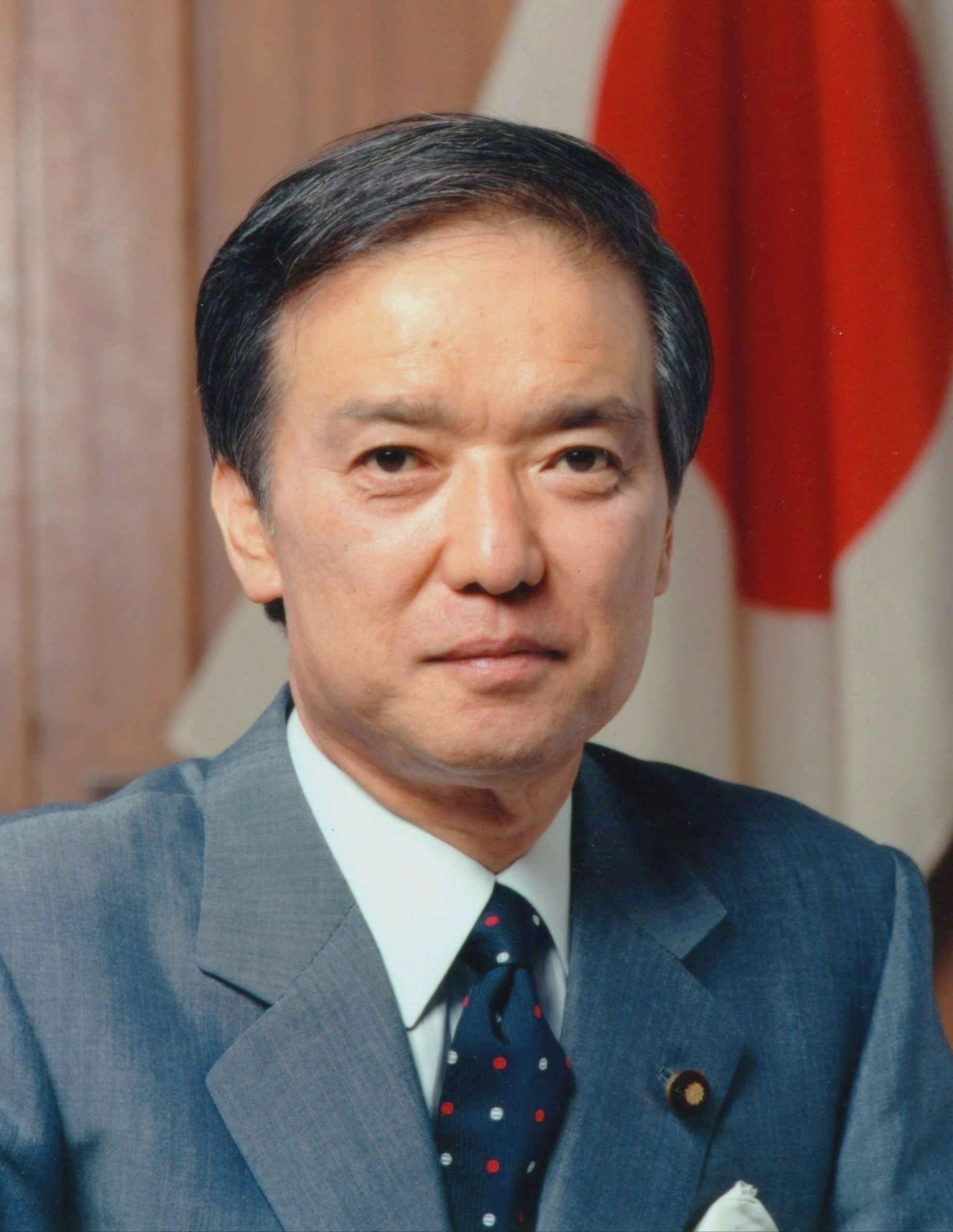
海部俊樹／1月9日没

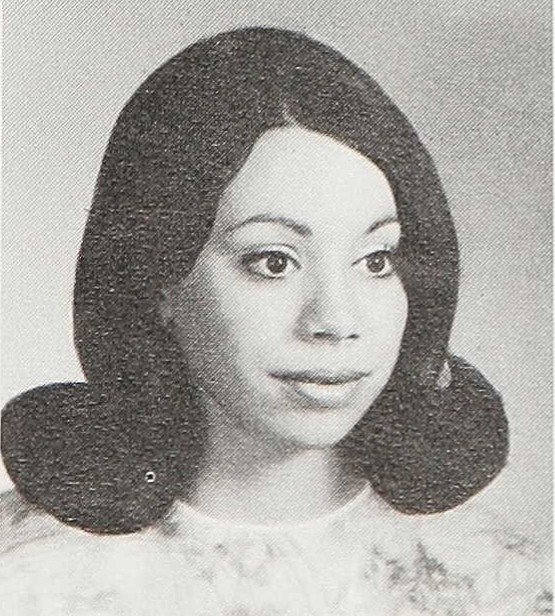
マリア・ユーイング／1月9日没

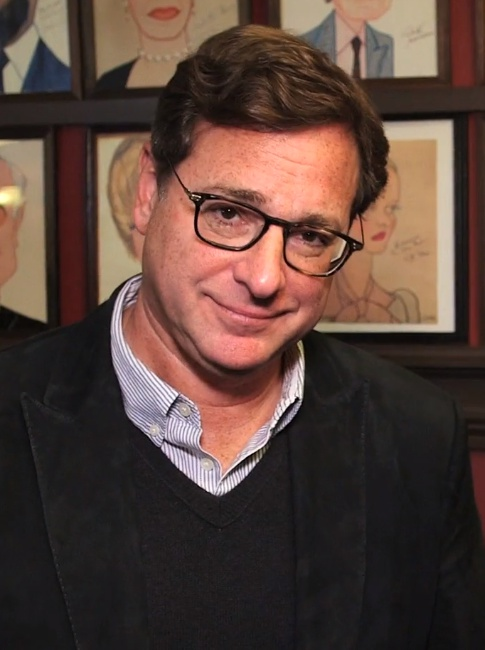
ボブ・サゲット／1月9日没

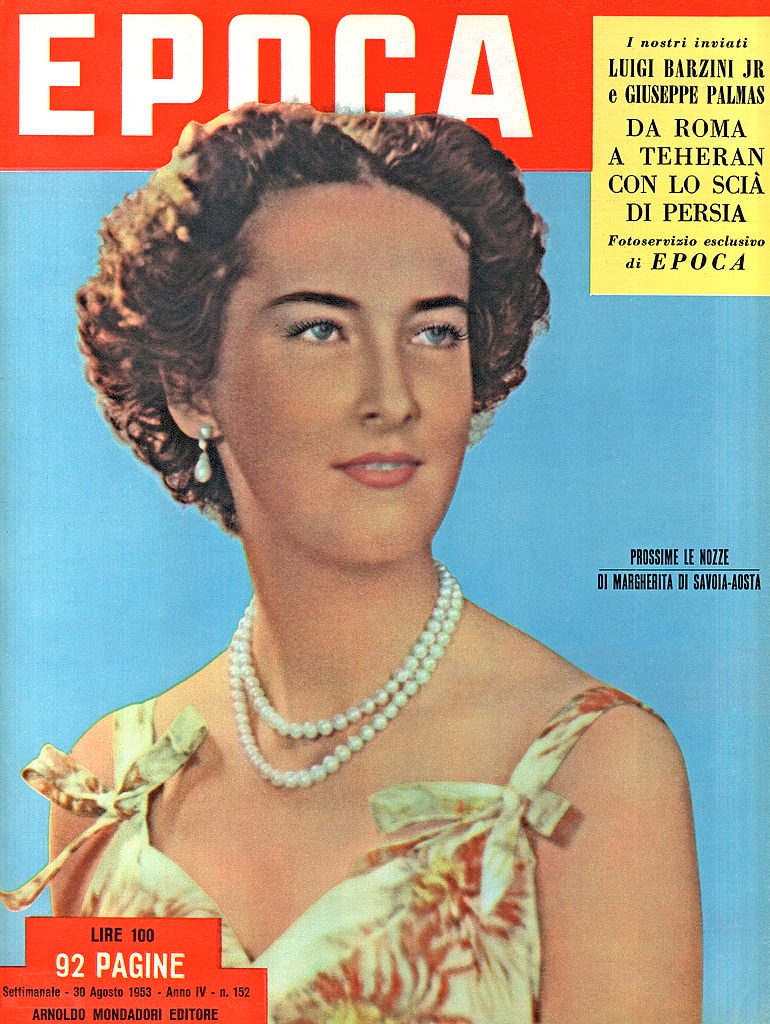
マルゲリータ・ディ・サヴォイア＝アオスタ／1月10日没

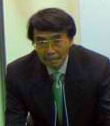
水島新司／1月10日没

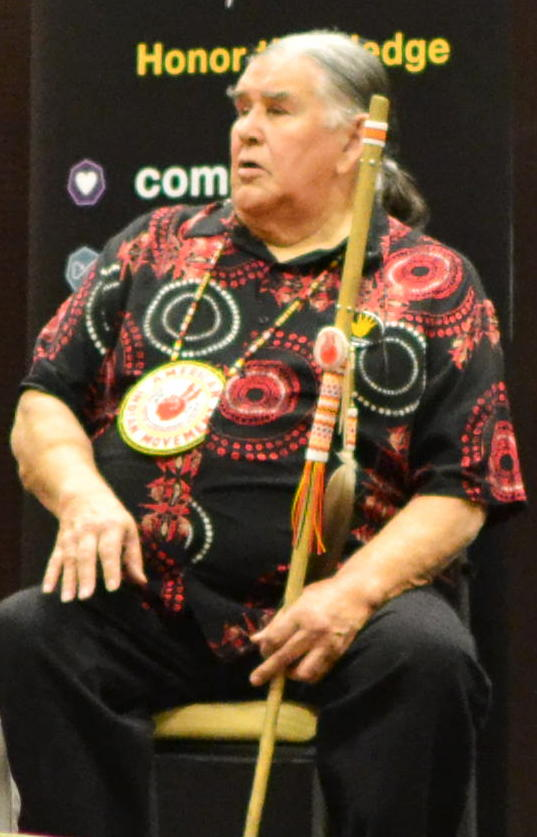
クライド・ベルコート／1月11日没

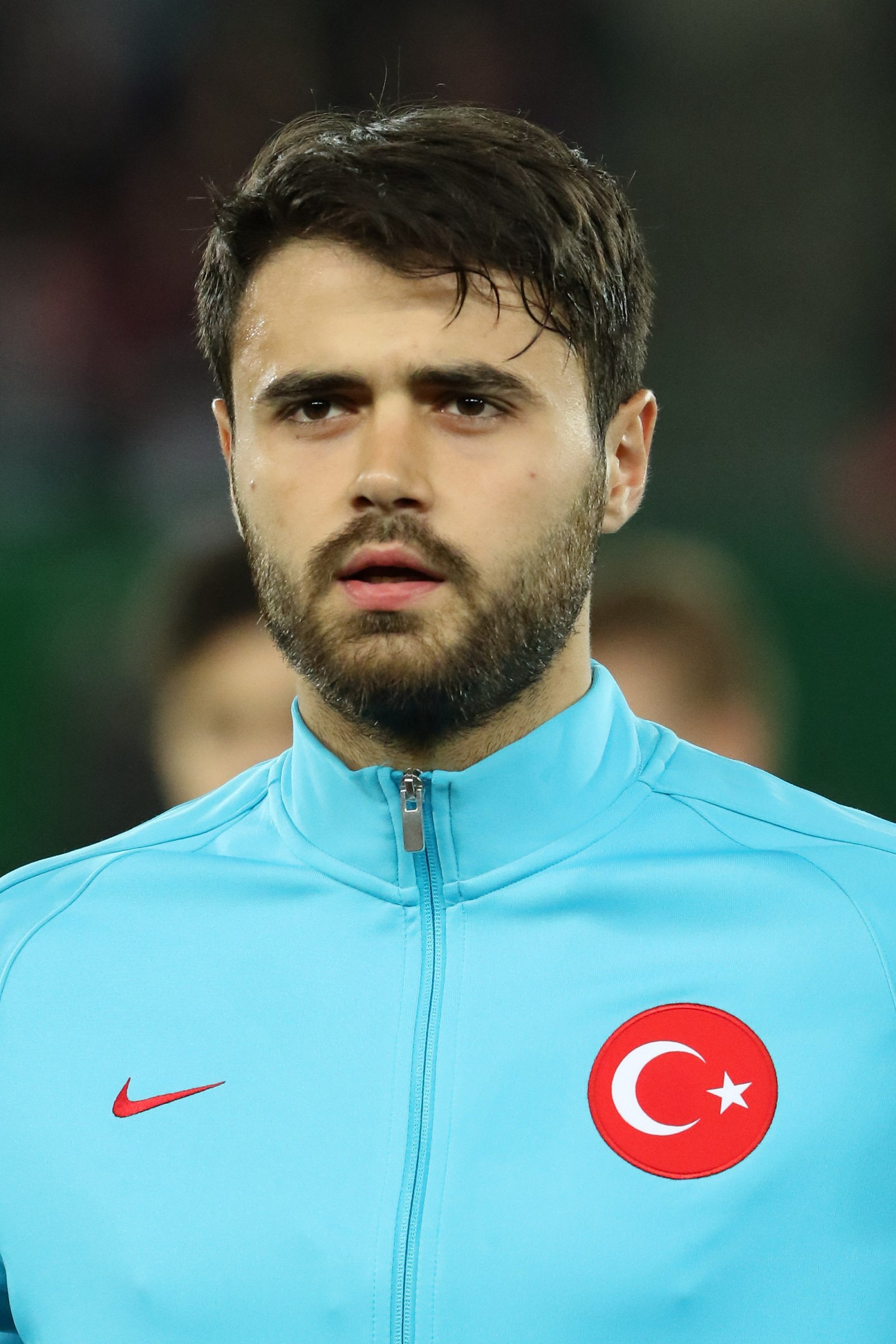
アフメト・ユルマズ・チャルク／1月11日没

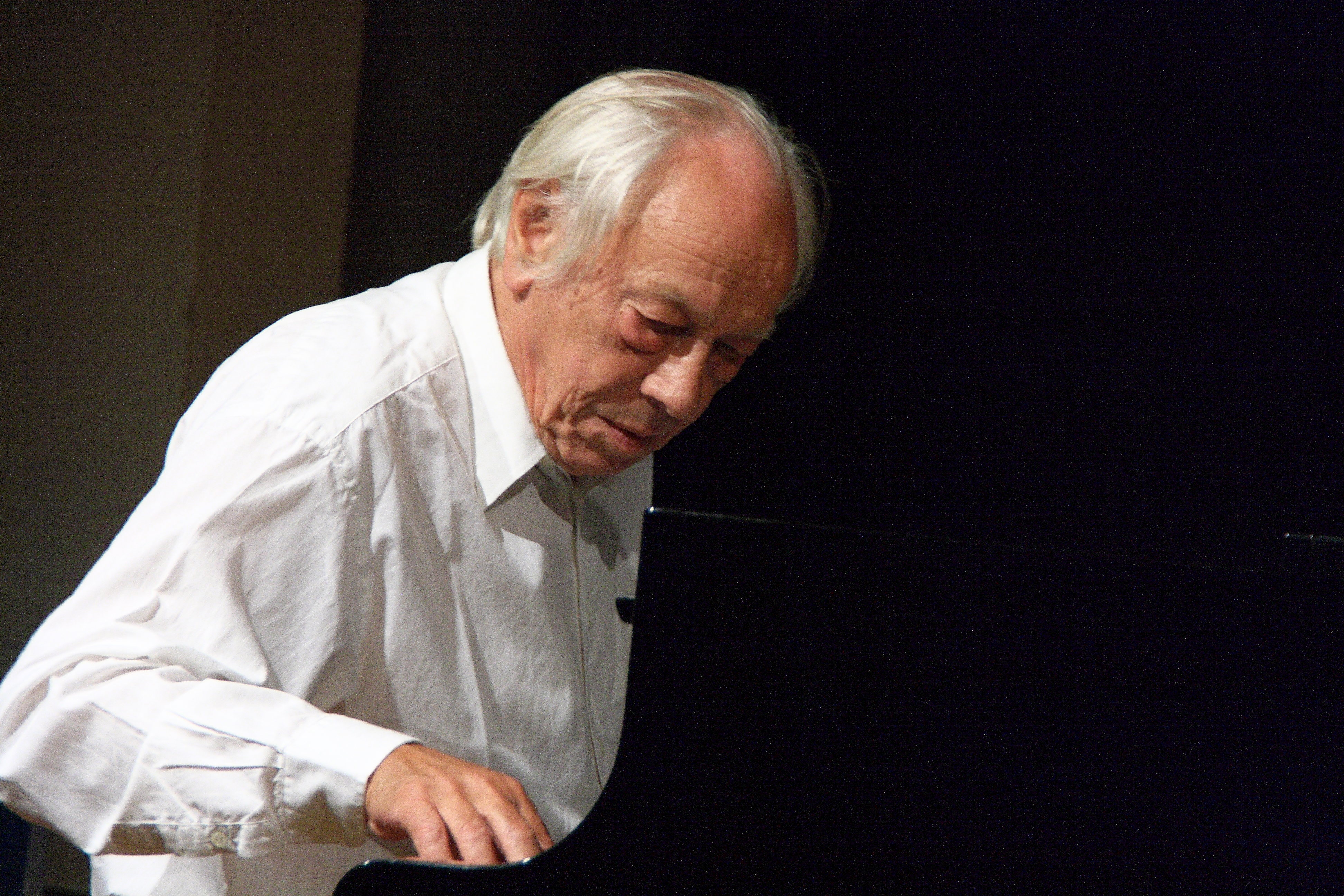
フレッド・ヴァン・ホーフ／1月13日没

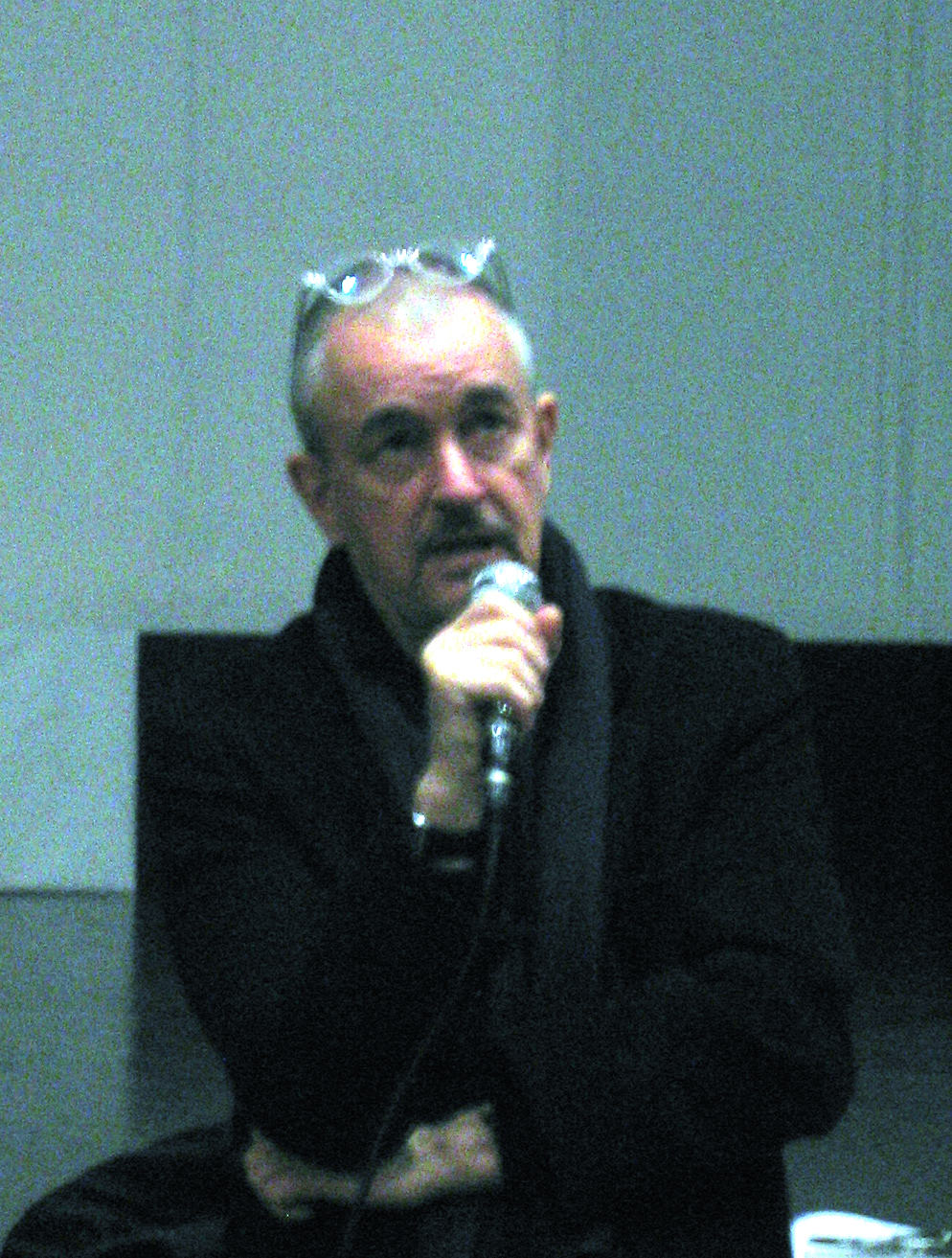
ジャン＝ジャック・ベネックス／1月13日没

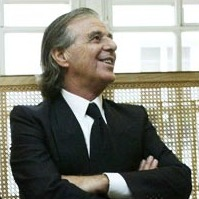
リカルド・ボフィル／1月14日没

- 1月1日 - ピエール・パルサス（英語版）、フランスの画家、イラストレーター（* 1921年）[1]
- 1月1日 - 池明観、大韓民国の宗教政治学者、評論家、翰林大学校元教授（* 1924年）[2]
- 1月1日 - 松村隆、日本の実業家、元九電工社長（* 1933年）[3]
- 1月1日 - アンドレアス・クンツ、ドイツの元ノルディック複合競技選手、1968年グルノーブルオリンピックノルディック複合銅メダリスト（* 1944年）[4]
- 1月1日 - 福間創、日本のミュージシャン、作曲家（* 1970年）[5]
- 1月2日 - 泉眞也、日本の工業デザイナー、国際花と緑の博覧会総合プロデューサー（* 1930年）[6]
- 1月2日 - 岡田日郎、日本の俳人、俳人協会顧問（* 1932年）[7]
- 1月2日 - 斉藤京子、日本の民謡歌手（* 1936年）[8]
- 1月2日 - エリック・エルスト、ベルギーの天文学者（* 1936年）[9]
- 1月2日 - リチャード・リーキー、ケニアの古人類学者（* 1944年）[10]
- 1月2日 - アナ・ベヘラノ（スペイン語版）、スペインの歌手、モセダーデス（英語版）メンバー（* 1961年）[11]
- 1月2日 - 下川博、日本の作家、脚本家（* 1948年）[12]
- 1月3日 - 鄭敏（中国語版）、中華人民共和国の詩人（* 1920年）[13]
- 1月3日 - ベアトリス・ミンツ（英語版）、アメリカ合衆国の発生学者（* 1921年）[14]
- 1月3日 - 大谷一二、日本の政治家、元奈良県川上村村長（* 1924年）[15]
- 1月3日 - マリオ・ランフランキ（英語版）、イタリアの映画監督（* 1927年）[16]
- 1月3日 - 水尾比呂志、日本の美術史家、武蔵野美術大学元学長・名誉教授（* 1930年）[17]
- 1月3日 - ヴィクトル・サネイエフ、ジョージア出身の元陸上競技選手、1968年メキシコ・1972年ミュンヘン・1976年モントリオールオリンピック三段跳金メダリスト【旧ソビエト連邦代表】（* 1945年）[18][19]
- 1月3日 - イゴール・ボグダノフ（フランス語版）、フランスのテレビプロデューサー、タレント、理論物理学者、ボグダノフ事件の当事者（* 1949年）[20][21]
- 1月4日 - ヴァランティーヌ・リニー、フランスのスーパーセンテナリアン（* 1906年）[22]
- 1月4日 - 馬場よ志、日本のスーパーセンテナリアン、山梨県歴代最高齢者（* 1907年）[23]
- 1月4日 - 木村和衛、日本の放射線科学者、福島医科大学名誉教授（* 1928年）[24]
- 1月4日 - 田中慶秋、日本の政治家、元衆議院議員【民社党・新進党・新党友愛・民主党所属】、第90代法務大臣（* 1938年）[25]
- 1月4日 - 34代式守伊之助、日本の元大相撲立行司（* 1941年）[26]
- 1月4日 - ケビン・カルコーベン、オーストラリアの実業家、元KVレーシング・テクノロジー共同オーナー（* 1944年）[27]
- 1月4日 - 比屋根吉信、日本の元野球選手・野球指導者（* 1951年）[28]
- 1月4日 - ロス・ブラウナー（英語版）、アメリカ合衆国の元アメリカンフットボール選手【シンシナティ・ベンガルズ所属】（* 1954年）[29]
- 1月4日 - ジム・コルシ（英語版）、アメリカ合衆国の元MLB選手（* 1961年）[30]
- 1月4日 - ジェシー・ダニエルズ（英語版）、アメリカ合衆国のR&Bシンガー、Force MDsメンバー（* 1964年）[31]
- 1月5日 - ローレンス・ブルックス、アメリカ合衆国の軍人、スーパーセンテナリアン（* 1909年）[32]
- 1月5日 - アイヤッタン・ピンライ（英語版）、インドの元副首相（* 1914年）[33]
- 1月5日 - 福留義秀、日本の近代五種選手（* 1933年）[34]
- 1月5日 - 角谷善朗、日本のドイツ語学者、慶應義塾大学名誉教授（* 1935年）[35]
- 1月5日 - デイル・クレヴェンジャー（英語版）、アメリカ合衆国のホルン奏者（* 1940年）[36]
- 1月5日 - 菊川三織子、日本の画家（* 1944年）[37]
- 1月5日 - 上田正剛、日本の実業家、表示灯社長（* 1953年）[38]
- 1月5日 - 渡邉大嶽、日本の書家（* 1961年?）[39]
- 1月5日 - キム・ミス、韓国の女優（* 1992年）[40]
- 1月6日 - F・シオニル・ホセ、フィリピンの小説家（* 1924年）[41]
- 1月6日 - シドニー・ポワチエ、バハマ出身のアメリカ合衆国の俳優（* 1927年）[42]
- 1月6日 - マリアーノ・ラウレンティ（英語版）、イタリアの映画監督（* 1929年）[43]
- 1月6日 - 鰺坂真、日本の哲学者、関西大学名誉教授（* 1933年）[44]
- 1月6日 - ピーター・ボグダノヴィッチ、アメリカ合衆国の映画監督（* 1939年）[45][46]
- 1月6日 - 張継青（中国語版）、中華人民共和国の崑曲役者（* 1939年）[47]
- 1月6日 - 越智直正、日本の実業家、タビオ創業者・会長（* 1939年）[48]
- 1月6日 - カルヴィン・サイモン（英語版）、アメリカ合衆国の歌手、パーラメント／ファンカデリック（英語版）メンバー（* 1942年）[49]
- 1月6日 - 丸山優、日本の西洋経済史学者、日本福祉大学名誉教授（* 1950年）[50]
- 1月7日 - 佐藤重房、日本の寄生虫学者、名古屋市立大学名誉教授（* 1926年?）[51]
- 1月7日 - 劉思斉、中国共産党初代主席毛沢東の息子の毛岸英の妻（* 1930年）[52]
- 1月7日 - 松本冠也、日本の実業家、元パイオニア会長（* 1930年）[53]
- 1月7日 - 小嶺忠敏、日本の元サッカー選手・指導者、長崎総合科学大学特任教授（* 1945年）[54]
- 1月7日 - アナトーリー・クワシュニン、ロシアの軍人、上級大将、元ロシア連邦軍参謀総長（* 1946年）[55]
- 1月7日 - ディアナ・ブーハー（英語版）、アメリカ合衆国の元女子プロレスラー、女優（* 1948年）[56]
- 1月7日 - ステファン・ブレット（英語版）、フランスのピアニスト、作曲家（* 1969年）[57]
- 1月7日 - 井上治、日本の元プロレスラー、レフェリー【みちのくプロレス所属】（* 1983年）[58]
- 1月7日 - 大森由佳、日本の元アイドル、スルースキルズメンバー（* 1988年）[59]
- 1月7日 - 内藤三義、日本の社会学者、佛教大学名誉教授（* 生年不明）[60]
- 1月8日 - マリリン・バーグマン（英語版）、アメリカ合衆国の作詞家（* 1929年）[61]
- 1月8日 - 高橋和雄、日本の政治家、元山形県知事（* 1930年）[62]
- 1月8日 - 永沢まこと、日本のイラストレーター、アニメーター（* 1936年）[63]
- 1月8日 - アンドリュー・ジェニングス、イギリスのジャーナリスト（* 1943年）[64]
- 1月8日 - マイケル・ラング（英語版）、アメリカ合衆国のコンサートプロデューサー、ウッドストック・フェスティバル共同主催者（* 1944年）[65]
- 1月8日 - ニナ・セリュニナ＝ロチェワ、ロシアの元クロスカントリースキー選手、1980年レークプラシッドオリンピック女子4×5kmリレー銀メダリスト（* 1948年）[66]
- 1月8日 - ヴィクトル・マジン（英語版）、ロシアの元重量挙げ選手、1980年モスクワオリンピック60kg級金メダリスト（* 1954年）[67]
- 1月8日 - 天津妃祥、日本の浪曲師（* 1962年）[68]
- 1月9日 - ヌギェン・コーン（英語版）、ベトナムの元副首相（* 1916年）[69]
- 1月9日 - 森岡清美、日本の社会学者、成城大学名誉教授（* 1923年）[70]
- 1月9日 - 井上昭、日本の映画監督（* 1928年）[71]
- 1月9日 - 海部俊樹、日本の政治家、元衆議院議員【自由民主党・新進党・自由党・保守党・保守新党所属】、第76-77代内閣総理大臣、第14代自由民主党総裁（* 1931年）[72]
- 1月9日 - 福田晃、日本の国文学者、民俗学者、立命館大学名誉教授（* 1932年）[73]
- 1月9日 - ドゥエイン・ヒックマン（英語版）、アメリカ合衆国の俳優（* 1934年）[74]
- 1月9日 - フランソワ・カラール（ドイツ語版）、スイスの弁護士、元国際オリンピック委員会事務総長（* 1938年）[75][76]
- 1月9日 - ジェームズ・エムトゥーメ、アメリカ合衆国のジャズ／R&Bシンガー、ソングライター（* 1946年）[77]
- 1月9日 - マリア・ユーイング、アメリカ合衆国のオペラ歌手（* 1950年）[78]
- 1月9日 - ボブ・サゲット、アメリカ合衆国のコメディアン、俳優、テレビ番組司会者、映画監督（* 1956年）[79]
- 1月10日 - マルゲリータ・ディ・サヴォイア＝アオスタ、イタリアの王族、アオスタ公爵家公女（* 1930年）[80]
- 1月10日 - 宮内宏二、日本の実業家、元ヤマト運輸（現ヤマトホールディングス）社長（* 1933年）[81]
- 1月10日 - 牧野庄三、日本の実業家、元新潟放送社長（* 1934年）[82]
- 1月10日 - ヘルベルト・アハテルンブッシュ（英語版）、ドイツの映画監督（* 1938年）[83]
- 1月10日 - 劉先平（英語版）、中華人民共和国の児童文学作家（* 1938年）[84]
- 1月10日 - 水島新司、日本の漫画家（* 1939年）[85]
- 1月10日 - 半田真二、日本の新派俳優（* 1943年）[86]
- 1月10日 - ロバート・ダースト（英語版）、アメリカ合衆国の元不動産業者、服役囚（* 1943年）[87]
- 1月10日 - ロバート・アラン・アッカーマン、アメリカ合衆国の演出家（* 1944年）[88]
- 1月10日 - バーク・シェリー（英語版）、ウェールズのミュージシャン、ソングライター、バッジーメンバー（* 1950年）[89]
- 1月10日 - ザナト・スレイメノフ（英語版）、カザフスタンの警察将校、政治家、元内務副大臣、ジャンブール州警察署長（* 1962年）[90]
- 1月10日 - ディオン・レンドール（英語版）、トリニダード・トバゴの陸上競技選手、2012年ロンドンオリンピック4×400mリレー銅メダリスト（* 1992年）[91]
- 1月11日 - フランシス・ジャクソン、イギリスの作曲家、オルガニスト（* 1917年）[92]
- 1月11日 - 瀬野精一郎、日本の日本史学者、早稲田大学名誉教授（* 1931年）[93]
- 1月11日 - クライド・ベルコート、アメリカ合衆国の人権活動家、アメリカインディアン運動発起人の1人（* 1936年）[94]
- 1月11日 - 佐倉輝美、日本の女子プロレスラー【日本女子プロレス、国際プロレス所属】（* 1938年）[95]
- 1月11日 - 花村多賀至、日本のコメディアン【お笑いトリオ：サムライ日本のリーダー】（* 1939年）[96]
- 1月11日 - ローザ・リー・ホーキンズ（英語版）、アメリカ合衆国の歌手、ディキシー・カップスメンバー（* 1944年）[97]
- 1月11日 - アナトリー・アリャビエフ（英語版）、ロシアの元バイアスロン選手、1980年レークプラシッドオリンピック10kmスプリント・20km金メダリスト（* 1951年）[98]
- 1月11日 - 龐建国（中国語版）、中華民国（台湾）の政治家、元立法委員、元台北市議会議員（* 1953年）[99]
- 1月11日 - ダヴィド・サッソリ、イタリアの政治家、ジャーナリスト、第32代欧州議会議長（* 1956年）[100]
- 1月11日 - 三木幸生、日本の実業家、三木プロダクション社長（* 1960年）[101]
- 1月11日 - アフメト・ユルマズ・チャルク、トルコのサッカー選手、同国代表（* 1994年）[102]
- 1月12日 - 本間義人、日本のジャーナリスト、都市政策学者、法政大学名誉教授（* 1935年）[103]
- 1月12日 - 海保孝、日本の銀行家、元大和銀行（現りそな銀行）頭取（* 1937年）[104]
- 1月12日 - 庄司清和、日本の実業家、米久創業者・元社長、時之栖会長（* 1939年）[105]
- 1月12日 - ワイポット・ペットスパン、タイのルクトゥン歌手（* 1942年）[106]
- 1月12日 - ロニー・スペクター、アメリカ合衆国の歌手、ザ・ロネッツリーダー（* 1943年）[107]
- 1月12日 - 三枝春生、日本の古生物学者（* 1958年）[108]
- 1月12日 - 小林晋、日本の競艇選手（* 1977年）[109]
- 1月13日 - セシル・クライン、カナダのスーパーセンテナリアン（* 1907年）[110]
- 1月13日 - フレッド・ヴァン・ホーフ、ベルギーのジャズミュージシャン（* 1937年）[111]
- 1月13日 - ソニー・ターナー（英語版）、アメリカ合衆国の歌手、元プラターズメンバー（* 1939年）[112]
- 1月13日 - ジョー・バビッチ（英語版）、ニュージーランドのワイン醸造家（* 1940年）[113]
- 1月13日 - 中村愼司、日本の政治家、和歌山県紀の川市長（* 1942年）[114]
- 1月13日 - リック・クック（英語版）、アメリカ合衆国の小説家（* 1944年）[115]
- 1月13日 - ジャン＝ジャック・ベネックス、フランスの映画監督（* 1946年）[116]
- 1月14日 - アリス・フォン・ヒルデブランド（英語版）、ベルギー出身のアメリカ合衆国の哲学者、神学者（* 1923年）[117]
- 1月14日 - 森和美、日本の声優（* 1932年）[118]
- 1月14日 - ロン・グーラート（英語版）、アメリカ合衆国の作家、漫画史家（* 1933年）[119]
- 1月14日 - グレッグ・ウェブスター（英語版）、アメリカ合衆国のドラマー、元オハイオ・プレイヤーズメンバー（* 1937年?）[120]
- 1月14日 - リカルド・ボフィル、スペインの建築家（* 1939年）[121]
- 1月14日 - 五十嵐勇二、日本の実業家、元マルハニチロホールディングス社長（* 1942年）[122]
- 1月14日 - 宮内鎮雄、日本のフリーアナウンサー・ラジオパーソナリティ、元東京放送アナウンサー（* 1945年）[123]
- 1月15日 - 稲垣良典、日本の中世哲学研究者、法哲学研究者、九州大学名誉教授（* 1928年）[124]
- 1月15日 - ニノ・チェルッティ（英語版）、イタリアのファッションデザイナー（* 1930年）[125]
- 1月15日 - 藤本秀朗、日本の実業家、ユニ電子産業（現ユニデンホールディングス）創業者（* 1935年）[126]
- 1月15日 - リンク・バブカ、アメリカ合衆国の元陸上競技選手、1960年ローマオリンピック円盤投銀メダリスト（* 1936年）[127]
- 1月15日 - 水谷大介、日本の実業家、元大成温調社長（* 1940年）[128]
- 1月15日 - 高峰和才、日本の漫談家、元漫才師（* 1945年）[129]
- 1月15日 - ジョン・リンド（英語版）、アメリカ合衆国のソングライター（* 1948年）[130]
- 1月15日 - 平野滋紀、日本の実業家、リソー教育社長（* 1971年）[131]
- 1月15日 - 名波翼、日本の声優（* 生年不明）[132]

## 16日 - 31日

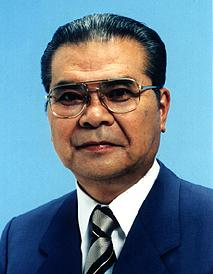
佐藤静雄／1月16日没

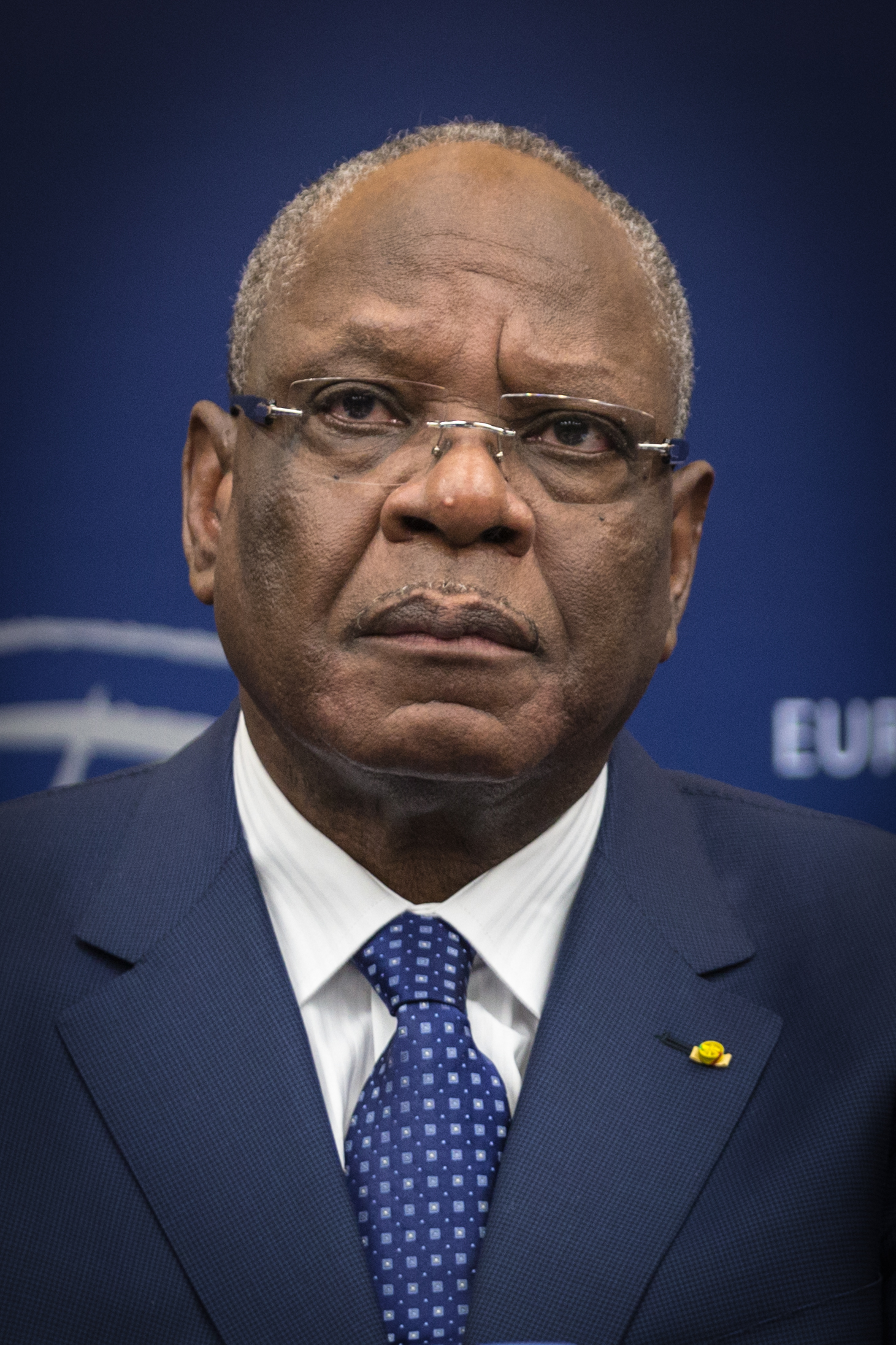
イブラヒム・ブバカール・ケイタ／1月16日没

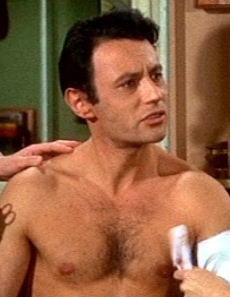
ミシェル・シュボール／1月17日没

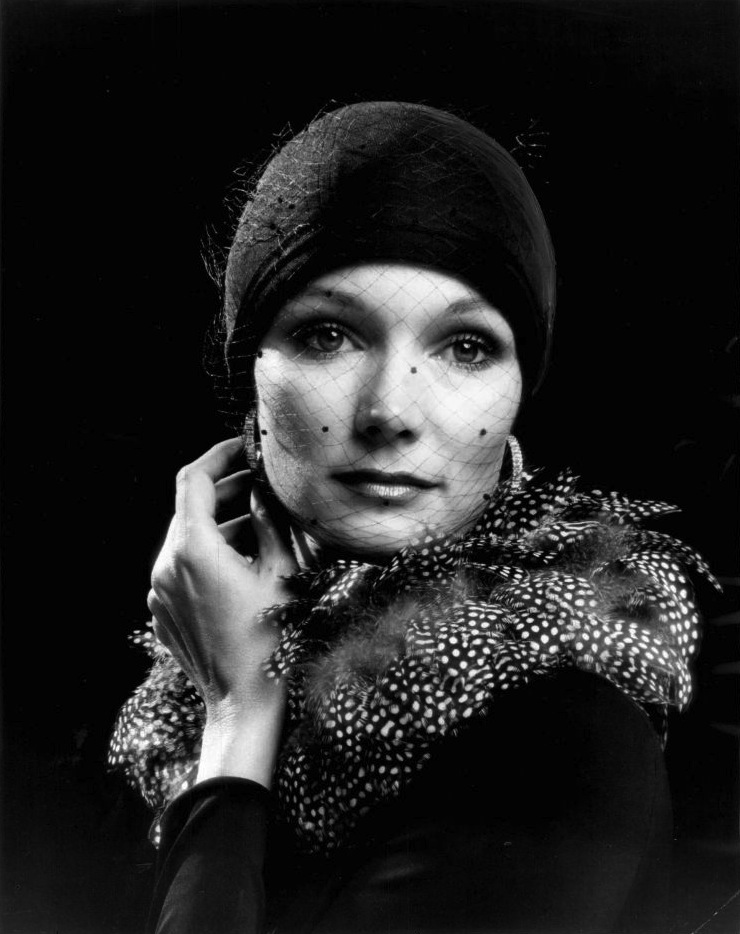
イヴェット・ミミュー／1月17日没

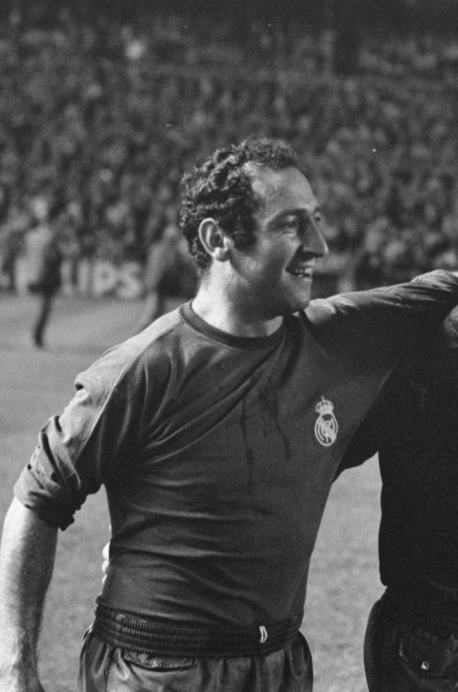
フランシスコ・ヘント／1月18日没

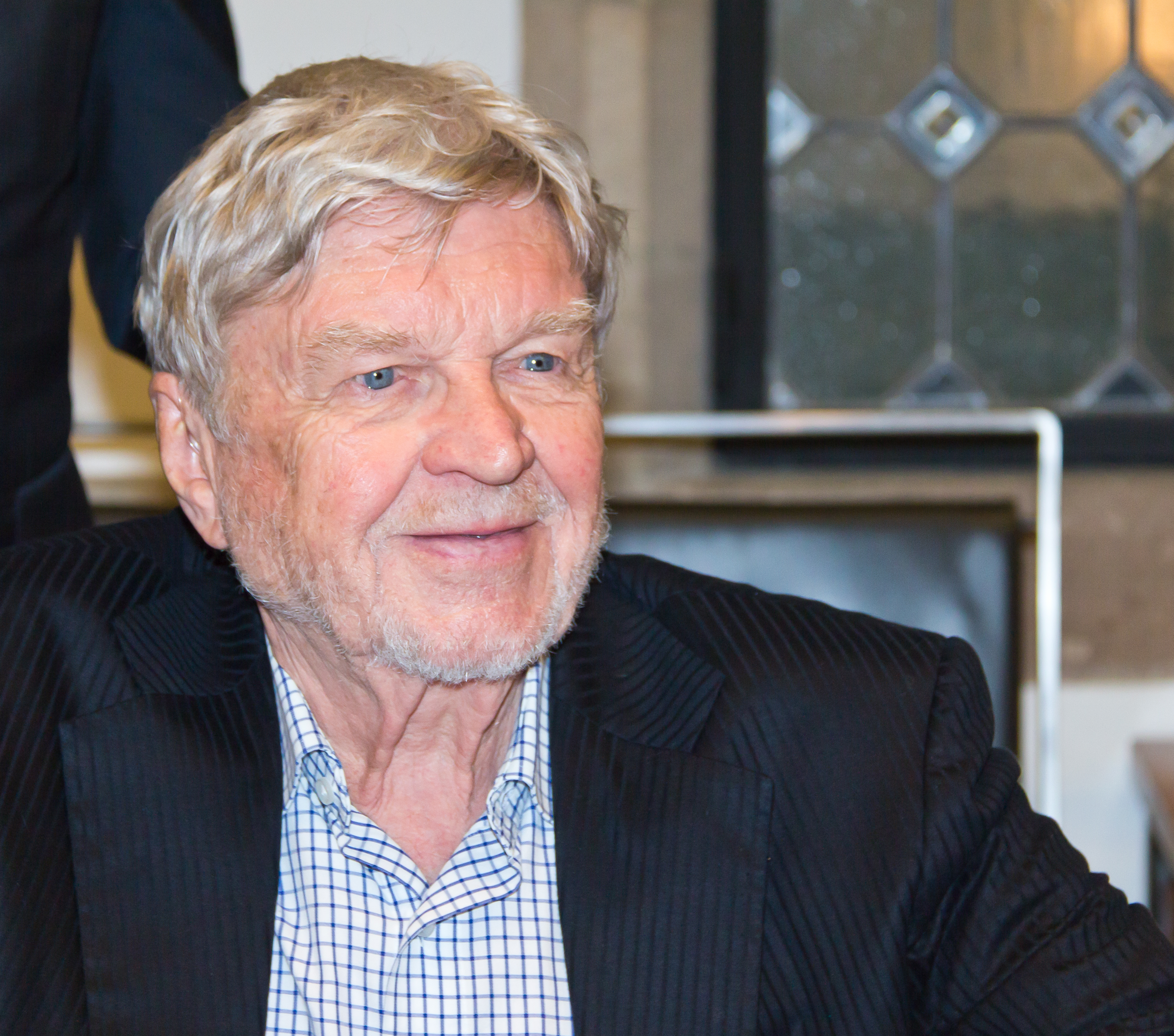
ハーディ・クリューガー／1月19日没

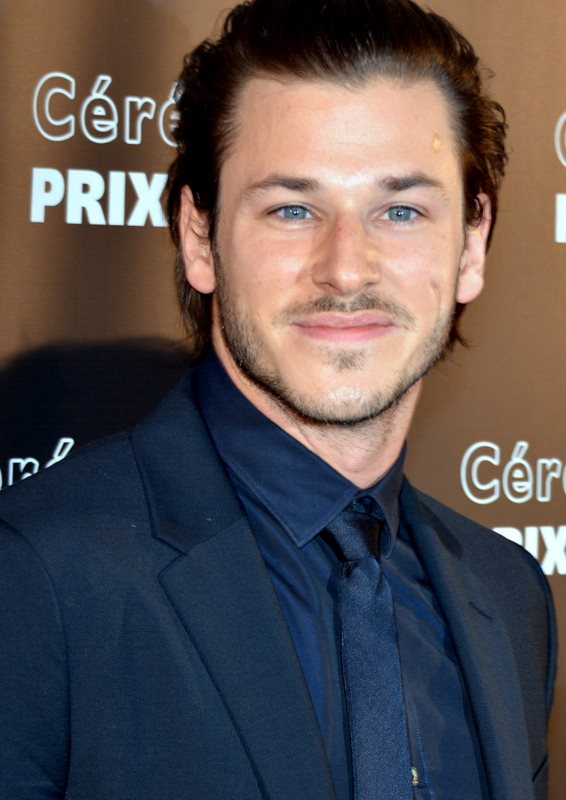
ギャスパー・ウリエル／1月19日没

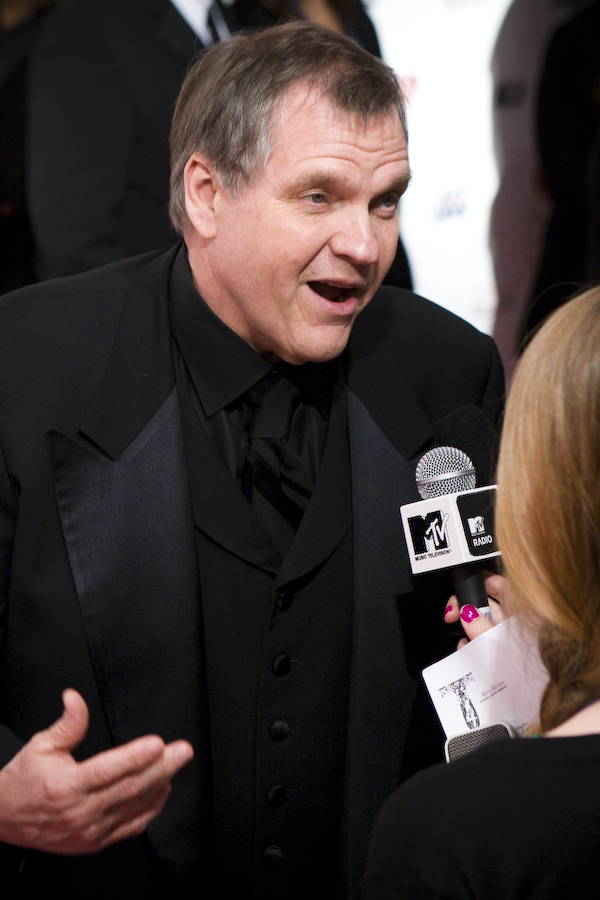
ミートローフ／1月20日没

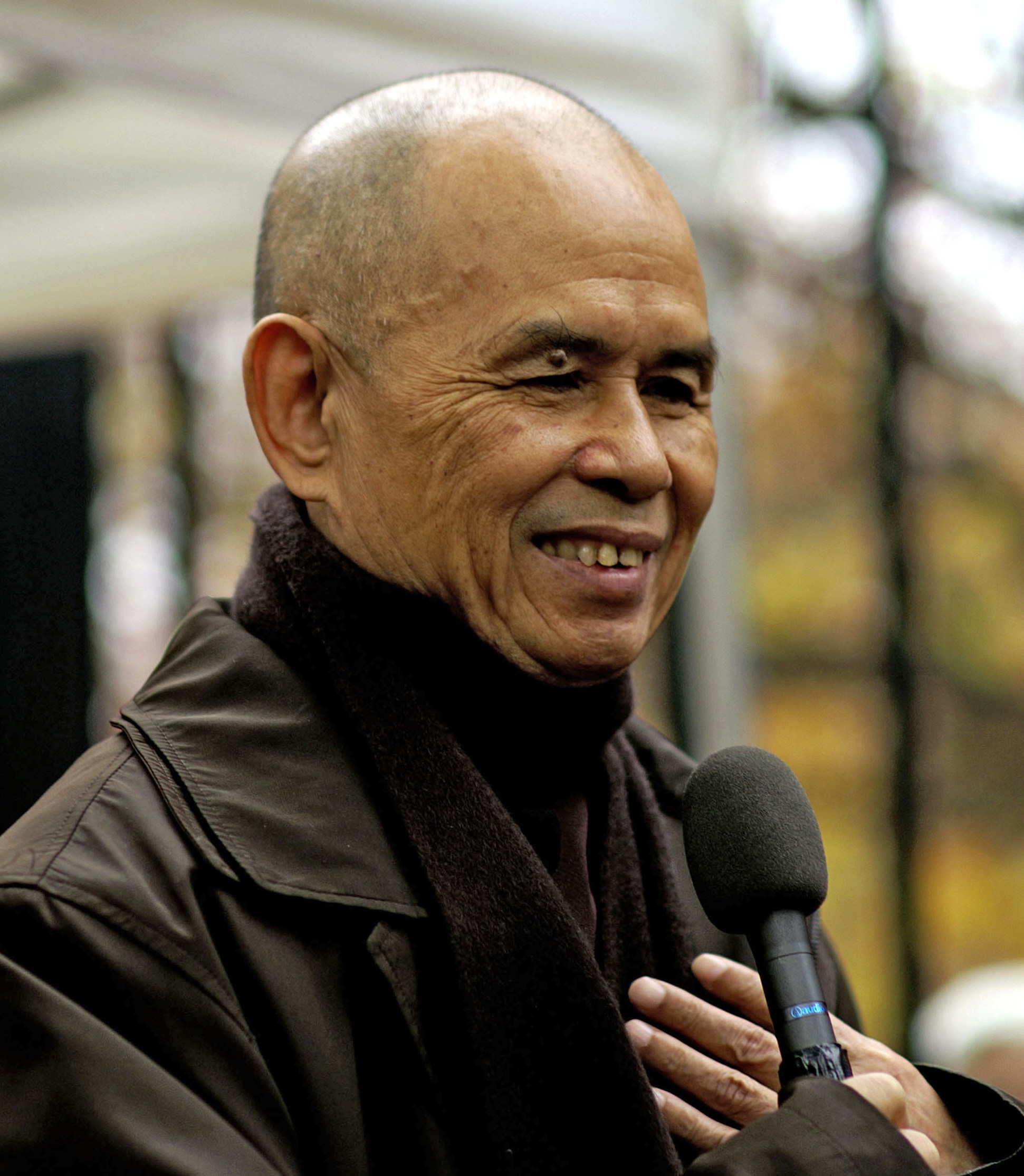
ティク・ナット・ハン／1月22日没

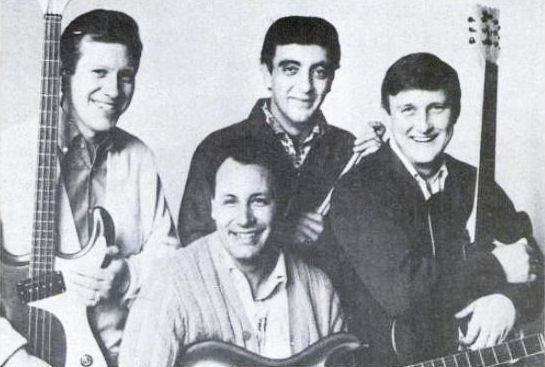
ドン・ウィルソン（右端）／1月22日没

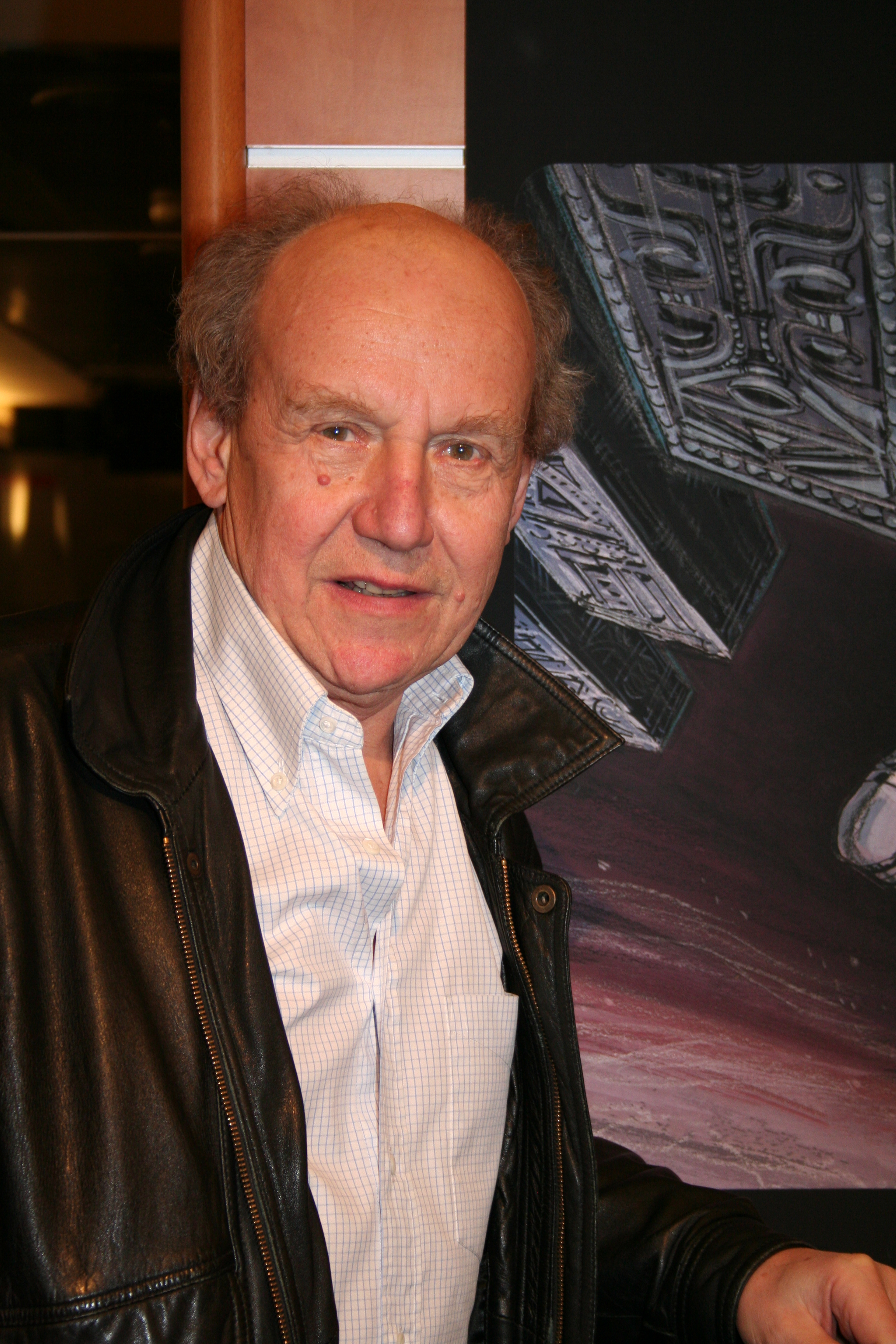
ジャン＝クロード・メジエール／1月23日没

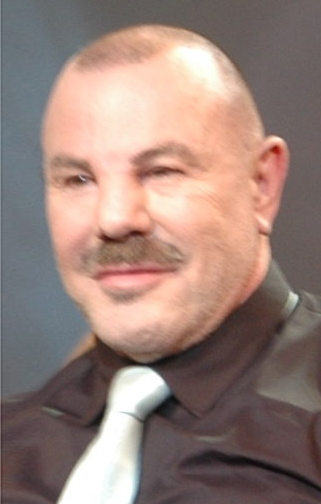
ティエリー・ミュグレー／1月23日没

松岡享子／1月25日没

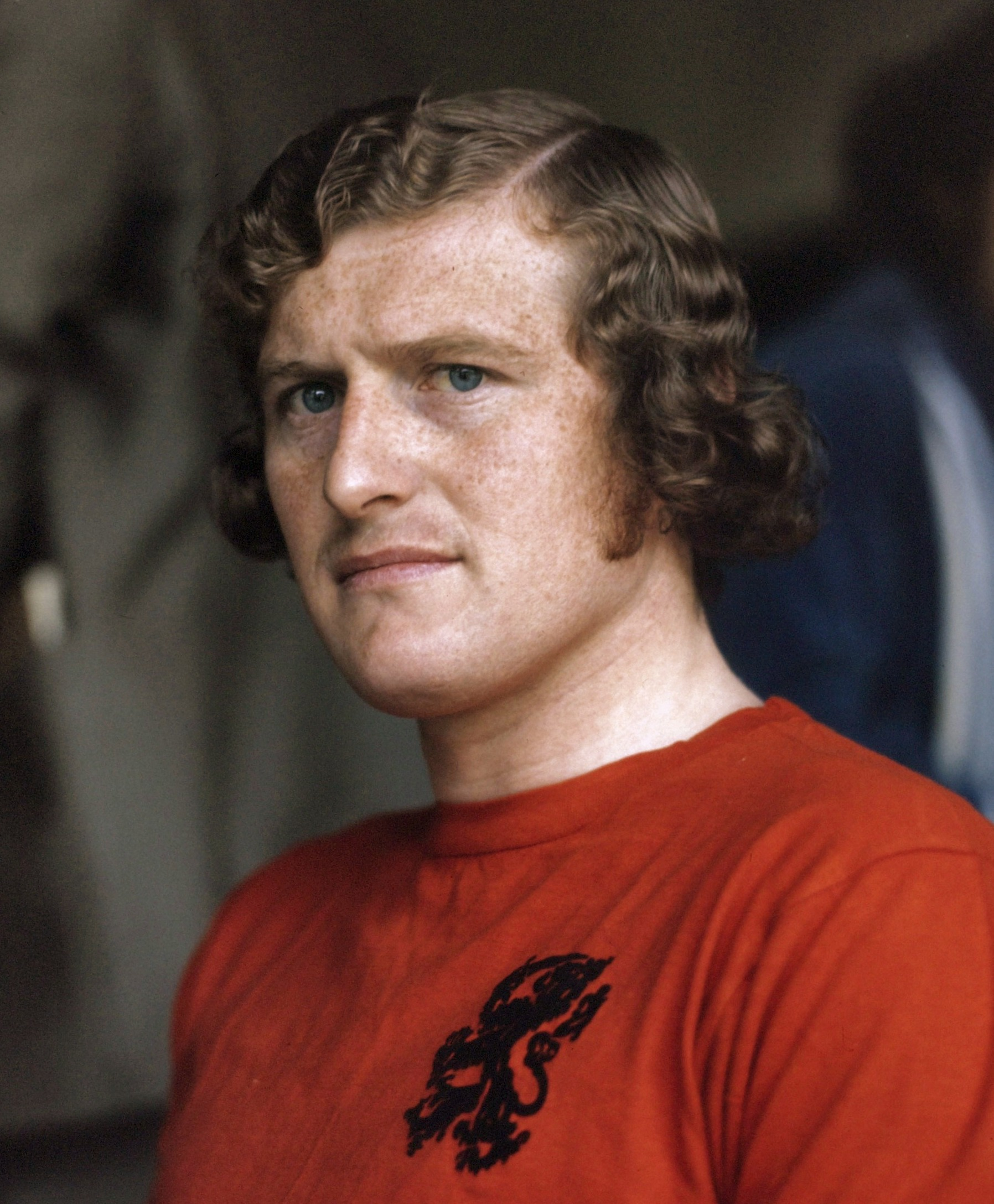
ビム・ヤンセン／1月25日没

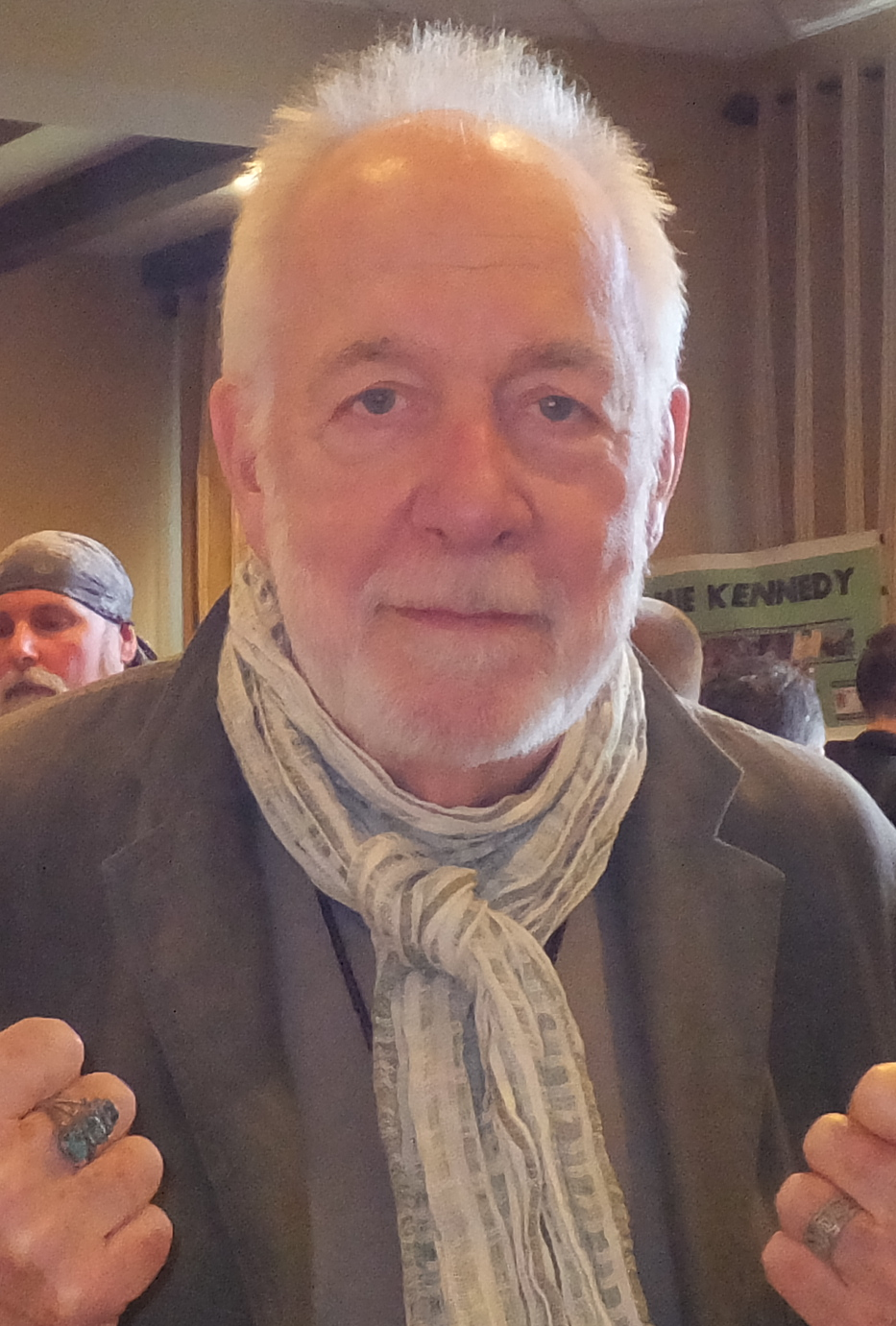
ハワード・ヘスマン／1月29日没

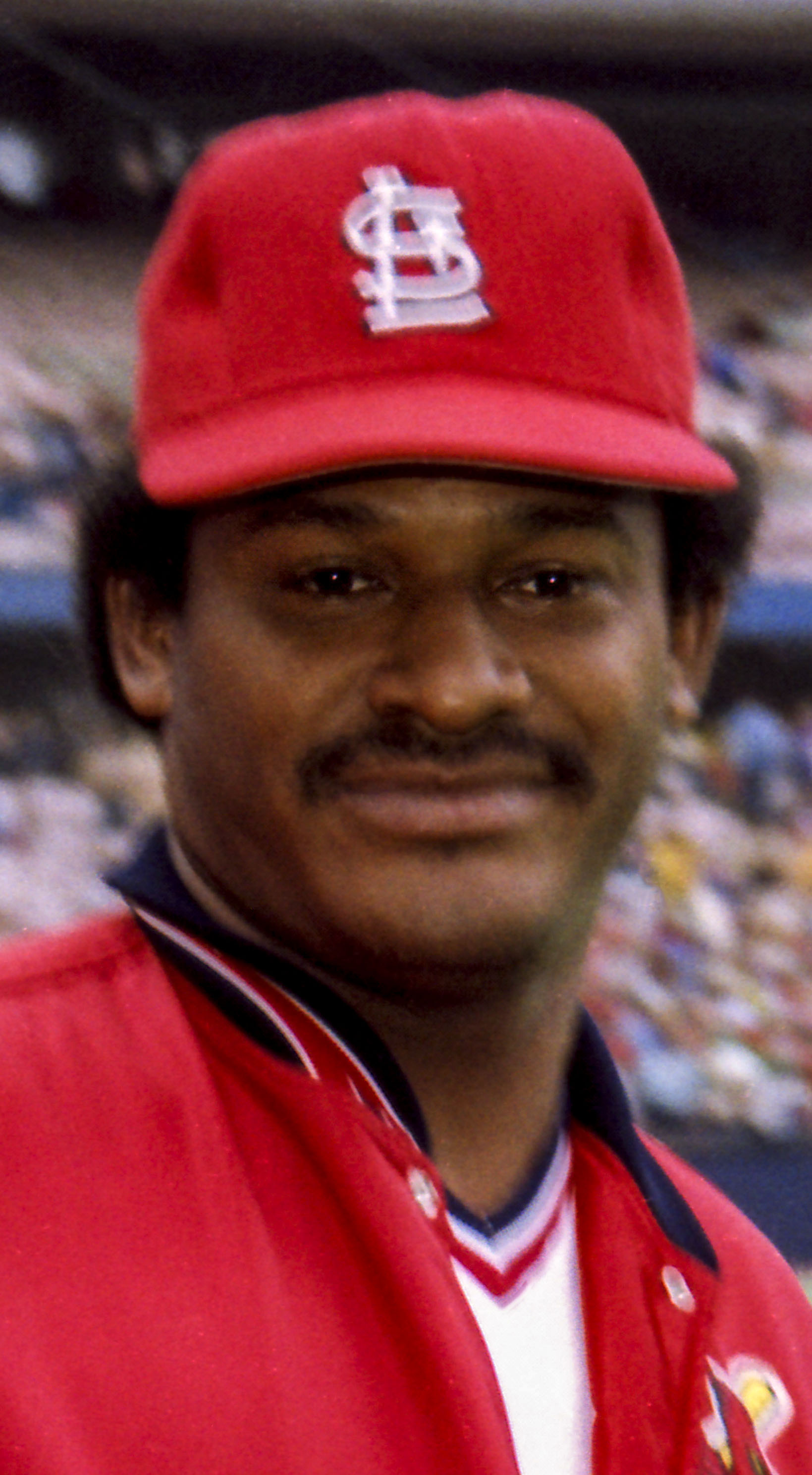
デビッド・グリーン／1月29日没

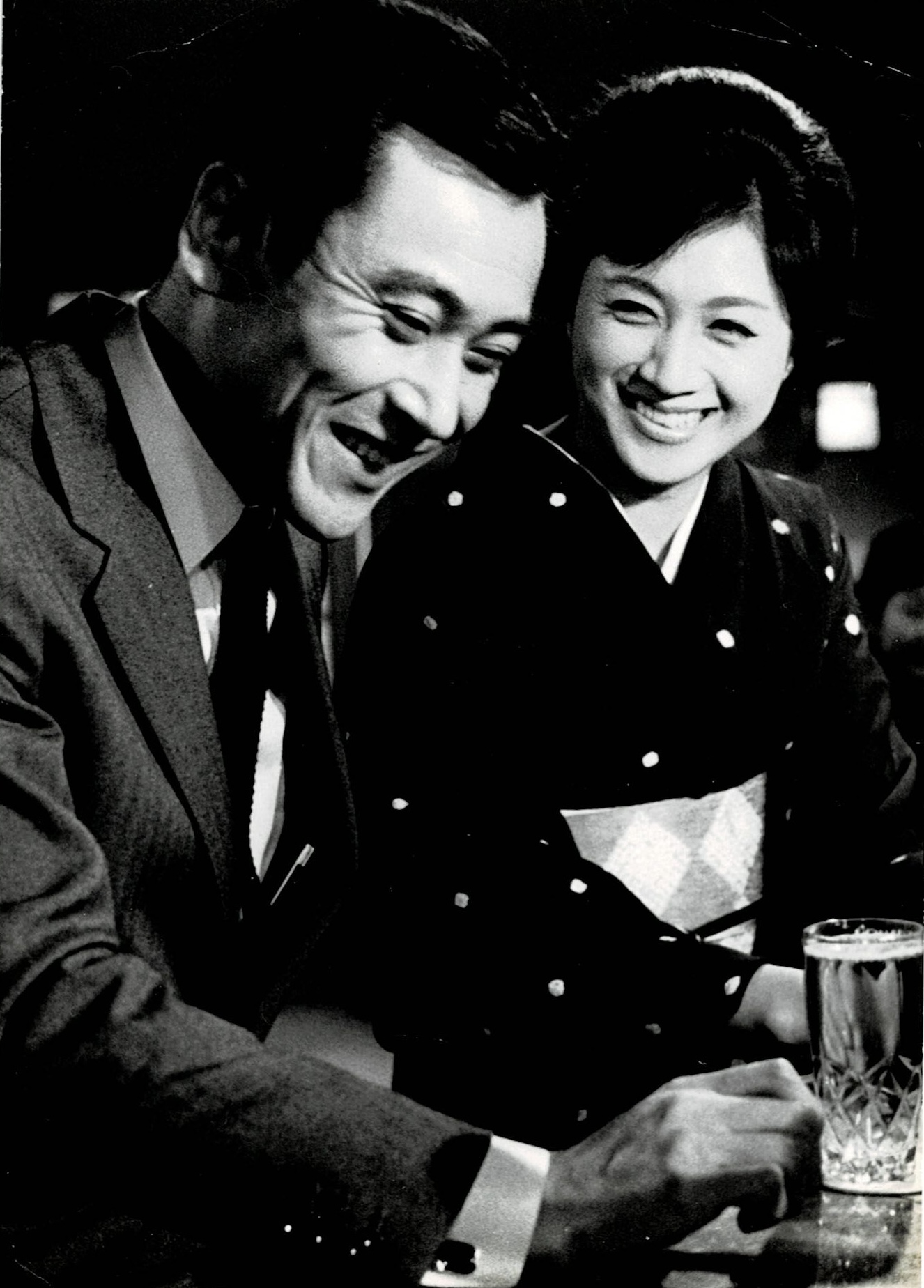
小畠絹子（右）／1月31日没

- 1月16日 - イダ・ゾッカラット、イタリア最高齢だった女性（* 1909年）[133]
- 1月16日 - チャールズ・マクギー（英語版）、アメリカ合衆国の元軍人、アメリカ陸軍航空軍パイロット、タスキーギ・エアメン最後の生存者の1人（* 1919年）[134]
- 1月16日 - 佐藤静雄、日本の政治家、元参議院議員【自由民主党所属】（* 1931年）[135]
- 1月16日 - カルメラ・コーレン（英語版）、イスラエルの歌手（* 1938年）[136]
- 1月16日 - 梅沢武生、日本の大衆演劇俳優、梅沢劇団第2代座長（* 1939年）[137]
- 1月16日 - 根岸善雄、日本の俳人（* 1939年）[138]
- 1月16日 - イブラヒム・ブバカール・ケイタ、マリ共和国の政治家、第5代大統領、第6代首相、元国会議長（* 1945年）[139]
- 1月16日 - ハナ・ホルカ（英語版）、チェコの歌手（* 1964年）[140]
- 1月16日 - ブライアン・デルナス（英語版）、アメリカ合衆国の元MLB指導者、元シアトル・マリナーズブルペンコーチ（* 1975年）[141]
- 1月17日 - テルマ・サトクリフ、アメリカ合衆国のスーパーセンテナリアン、ネブラスカ州の歴代最高齢者（* 1906年）[142]
- 1月17日 - ミシェル・シュボール、フランスの俳優（* 1935年）[143]
- 1月17日 - 馮徳英（中国語版）、中華人民共和国の小説家（* 1935年）[144]
- 1月17日 - 田苅子進、日本の政治家、元北海道士別市長（* 1938年）[145]
- 1月17日 - イヴェット・ミミュー、アメリカ合衆国の女優（* 1942年）[146]
- 1月17日 - アレクサンダー・ダンブル、アメリカ合衆国のギターアンプデザイナー、ダンブルアンプ創業者（* 1944年?）[147]
- 1月17日 - 板東久美、日本のフルート奏者、徳島文理大学教授（* 1958年）[148]
- 1月17日 - 西川慶二、日本の将棋棋士（* 1961年）[149]
- 1月17日 - 荒井里奈、日本のエッセイスト（* 1974年）[150]
- 1月18日 - サトゥルニノ・デ・ラ・フエンテ・ガルシア、スペインの長寿の男性、男性長寿世界一（* 1909年）[151]
- 1月18日 - デイヴィッド・コックス、イギリスの統計学者（* 1924年）[152]
- 1月18日 - 史久鏞（英語版）、中国の法学者、第20代国際司法裁判所所長（* 1926年）[153]
- 1月18日 - 佐藤源貞、日本の応用電波工学者、上智大学名誉教授（* 1926年）[154]
- 1月18日 - 長田五郎、日本の経済学者、横浜市立大学名誉教授（* 1926年）[155]
- 1月18日 - 小山森也、日本の官僚、元郵政事務次官、元NHK副会長（* 1930年）[156]
- 1月18日 - 佐藤嘉一、日本の歌人（* 1930年）[157]
- 1月18日 - 小田久郎、日本の詩人、実業家、思潮社創業者（* 1931年）[158]
- 1月18日 - フランシスコ・ヘント、スペインの元サッカー選手・指導者、レアル・マドリード名誉会長（* 1933年）[159]
- 1月18日 - ニクサ・バレザ、クロアチアの指揮者（* 1936年）[160]
- 1月18日 - ディック・ハリガン（英語版）、アメリカ合衆国のミュージシャン、元ブラッド・スウェット・アンド・ティアーズメンバー（* 1943年）[161]
- 1月18日 - アンドレ・レオン・タリー（英語版）、アメリカ合衆国のファッションジャーナリスト（* 1948年）[162]
- 1月18日 - 秋山孝、日本のグラフィックデザイナー、多摩美術大学教授（* 1952年）[163]
- 1月18日 - ルシア・ハリス、アメリカ合衆国の元バスケットボール選手、バスケットボール殿堂、女子バスケットボール殿堂（* 1955年）[164]
- 1月18日（死亡推定日） - ピーター・ロビンス（英語版）、アメリカ合衆国の元子役、声優（* 1956年）[165][166]
- 1月19日 - 吉田和子、日本の実業家、馬主（* 1922年）[167]
- 1月19日 - 6代目津田佐兵衞、日本の実業家、元井筒八ッ橋本舗社長（* 1923年?）[168]
- 1月19日 - ハーディ・クリューガー、ドイツの俳優（* 1928年）[169]
- 1月19日 - ナイジェル・ロジャース、イギリスのテノール歌手（* 1935年）[170]
- 1月19日 - 杵屋淨貢、日本の長唄三味線方、元7代目杵屋巳太郎（* 1937年）[171]
- 1月19日 - 西太一郎、日本の実業家、元三和酒類社長（* 1938年）[172]
- 1月19日 - バーダル・ロイ（英語版）、アメリカ合衆国のタブラ奏者、パーカッショニスト（* 1939年）[173]
- 1月19日 - ニルス・アルネ・エゲン（英語版）、ノルウェーの元サッカー選手・指導者、元同国代表・代表監督（* 1941年）[174]
- 1月19日 - ハンス＝ユルゲン・デルナー、ドイツの元サッカー選手・指導者、元東ドイツ代表（* 1951年）[175]
- 1月19日 - 真栄田雅也、日本の実業家、前キヤノン社長（* 1952年）[176]
- 1月19日 - ラファエル・ロハス（英語版）、メキシコのテノール歌手（* 1962年）[177]
- 1月19日 - ギャスパー・ウリエル、フランスの俳優（* 1984年）[178][179]
- 1月20日 - ファニータ・イングリッシュ（英語版）、アメリカ合衆国の精神科医（* 1916年）[180]
- 1月20日 - 宮崎蕗苳、日本の華道家、著作家（* 1925年）[181]
- 1月20日 - ボブ・ゴールビー（英語版）、アメリカ合衆国の元プロゴルファー、1968年マスターズ優勝者（* 1929年）[182]
- 1月20日 - エルザ・ソアレス（英語版）、ブラジルのサンバ歌手（* 1930年）[183][184]
- 1月20日 - 恩地日出夫、日本の映画監督、演出家（* 1933年）[185]
- 1月20日 - ハイディ・ビーブル（英語版）、ドイツのアルペンスキー選手、1960年スコーバレーオリンピック女子金メダリスト（* 1941年）[186]
- 1月20日 - ベンジャミン・コーゴ（英語版）、ケニアの元陸上競技選手、1968年メキシコシティーオリンピック3000m障害銀メダリスト（* 1944年）[187]
- 1月20日 - ミートローフ、アメリカ合衆国のロックシンガー、俳優（* 1947年）[188][189]
- 1月20日 - 梅野重俊、日本の実業家、梅の花創業者・会長、元社長（* 1951年）[190]
- 1月20日 - ラッセル・ビショップ、イギリスの殺人犯、服役囚、森の中の子供たち殺人事件の犯人（* 1966年）[191]
- 1月21日 - レオノーラ・オヤルスン（英語版）、元チリ大統領のパトリシオ・エイルウィンの妻（* 1919年）[192]
- 1月21日 - 榎倉香邨、日本の書家（* 1923年）[193]
- 1月21日 - メイス・ニューフェルド、アメリカ合衆国の映画プロデューサー（* 1928年）[194]
- 1月21日 - 仲宗根正和、日本の政治家、元沖縄県沖縄市長（* 1936年）[195]
- 1月21日（遺体発見日） - ジャン＝ジャック・サバン（フランス語版）、フランスの冒険家（* 1947年）[196]
- 1月21日 - 高橋二三男、日本の元プロ野球選手【西鉄ライオンズ・太平洋クラブライオンズ・ロッテオリオンズ所属】、社会人野球指導者（* 1948年）[197]
- 1月21日 - ルーイ・アンダーソン（英語版）、アメリカ合衆国のコメディアン、俳優（* 1953年）[198]
- 1月21日 - クラーク・ギリース（英語版）、カナダの元アイスホッケー選手【ニューヨーク・アイランダース所属】、アイスホッケー殿堂（* 1954年）[199]
- 1月21日 - テリー・トルキン（英語版）、アメリカ合衆国の音楽ジャーナリスト、レコードレーベルオーナー（* 1959年）[200]
- 1月22日 - エドゥアルド・マレク（チェコ語版）、チェコの政治犯（* 1917年）[201]
- 1月22日 - ティク・ナット・ハン、ベトナムの禅僧、平和運動家（* 1926年）[202]
- 1月22日 - 庄司佑、日本の医学者、日本医科大学元学長（* 1928年）[203]
- 1月22日 - 小田久郎、日本の詩人、思潮社代表（* 1931年）[204]
- 1月22日 - ドン・ウィルソン、アメリカ合衆国のギタリスト、元ザ・ベンチャーズメンバー（* 1933年）[205]
- 1月22日 - 白神史雄、日本の眼科医、岡山大学名誉教授（* 1955年）[206]
- 1月23日 - アントニア・ダ・サンタ・クルス、ブラジルのスーパーセンテナリアン、1905年生最後の生き残り（* 1905年）[207]
- 1月23日 - 豊原大成、日本の僧侶、元浄土真宗本願寺派総長（* 1930年）[208]
- 1月23日 - 平松慎吾、日本の俳優（* 1934年）[209]
- 1月23日 - 月村敏行、日本の文芸評論家（* 1935年）[210]
- 1月23日 - 小西博行、日本の政治家、元参議院議員【民社党所属】（* 1936年）[211]
- 1月23日 - ビージー・アデール、アメリカ合衆国のジャズピアニスト（* 1937年）[212]
- 1月23日 - ジャン＝クロード・メジエール、フランスの漫画家（* 1938年）[213]
- 1月23日 - ティエリー・ミュグレー、フランスのファッションデザイナー（* 1948年）[214]
- 1月23日 - ケト・ロサベリゼ（英語版）、ジョージアの元アーチェリー選手、1980年モスクワオリンピック女子金メダリスト【旧ソ連代表】（* 1949年）[215]
- 1月23日 - ルルデス・マルドナド・ロペス（スペイン語版）、メキシコのジャーナリスト（* 1954年）[216]
- 1月23日 - マイケル・ファルカォン（英語版）、ブラジルの総合格闘家（* 1981年）[217]
- 1月24日 - 岡沢養三、日本の作物生理学者、北海道大学名誉教授（* 1923年?）[218]
- 1月24日 - 石井朝夫、日本の元プロゴルファー（* 1923年）[219]
- 1月24日 - オラーヴォ・デ・カルヴァーリョ、ブラジルの政治活動家（* 1947年）[220]
- 1月24日 - 小牧雅伸、日本の編集者、ライター、元『アニメック』編集長（* 1954年）[221]
- 1月24日 - チョラニー・シルベステル（英語版）、ハンガリーの元体操競技選手、2000年シドニーオリンピックつり輪金メダリスト（* 1970年）[222]
- 1月25日 - 内山玲子、日本の書家（* 1925年）[223]
- 1月25日 - アーウィン・アイシュ（英語版）、ドイツのガラス工芸家（* 1927年）[224]
- 1月25日 - エチカ・シューロー（英語版）、フランスの女優（* 1929年）[225]
- 1月25日 - 松岡享子、日本の児童文学者、東京子ども図書館名誉理事長（* 1935年）[226]
- 1月25日 - 林紀子、日本の政治家、元参議院議員【日本共産党所属】（* 1940年）[227]
- 1月25日 - 松旭斎小天華、日本の奇術師（* 1945年）[228]
- 1月25日 - ビム・ヤンセン、オランダの元サッカー選手・指導者、元同国代表、元サンフレッチェ広島F.C監督（* 1946年）[229]
- 1月25日 - アンディ・ロス（英語版）、アメリカ合衆国のレコードレーベルオーナー、元フード・レコーズ（英語版）代表（* 1956年）[230]
- 1月25日 - フレドリック・ヨハンソン（英語版）、スウェーデンのギタリスト、元ダーク・トランキュリティのメンバー（* 1974年）[231]
- 1月26日 - 乙成ヨシ、日本のスーパーセンテナリアン、福岡県で歴代2番目に高齢の人物（* 1906年）[232]
- 1月26日 - フィリップ・コンタミーヌ（英語版）、フランスの歴史家（* 1932年）[233]
- 1月26日 - 坂本孝、日本の実業家、ブックオフコーポレーション創業者（* 1940年）[234]
- 1月26日 - 古川道郎、日本の政治家、元福島県伊達郡川俣町長（* 1944年?）[235]
- 1月26日 - 翫正敏、日本の政治家、真宗大谷派僧侶、元参議院議員【日本社会党・新党護憲リベラル・憲法みどり農の連帯所属】（* 1947年）[236]
- 1月26日（遺体発見日） - モーゼス・J・モーズリー（英語版）、アメリカ合衆国の俳優（* 1990年）[237]
- 1月27日 - ルネ・ド・オバルディア（英語版）、フランスの劇作家、詩人、アカデミー・フランセーズ会員（* 1918年）[238]
- 1月27日 - 李勇武、北朝鮮の軍人、政治家、元朝鮮民主主義人民共和国国防委員会副委員長（* 1923年）[239]
- 1月27日 - チャランジット・シン（英語版）、インドの元フィールドホッケー選手、1964年東京オリンピック金メダリスト（* 1931年）[240]
- 1月27日 - 宗清洋、日本のジャズトロンボーン奏者、アロージャズオーケストラメンバー（* 1936年）[241]
- 1月27日 - アラン・バンキャール、フランスの作曲家（* 1937年）[242]
- 1月27日 - ジーン・クラインズ（英語版）、アメリカ合衆国の元MLB選手・指導者【ピッツバーグ・パイレーツ所属】（* 1946年）[243]
- 1月27日 - 小林康雄、日本の政治家、北海道士幌町長（* 1950年）[244]
- 1月27日 - ゲオルク・クリストフ・ビラー（英語版）、ドイツの指揮者、第16代トーマスカントル（* 1955年）[245]
- 1月28日 - リチャード・L・ダッチスワ、アメリカ合衆国の実業家、元アーリントンパーク競馬場オーナー（* 1921年）[246]
- 1月28日 - ヴェルナー・グロスマン、旧東ドイツの国家保安省スパイ、元偵察総局局長（* 1929年）[247]
- 1月28日 - 小松健男、日本の実業家、元ロイヤルホテル社長(* 1930年)[248]
- 1月28日 - 柴田長俊、日本の画家（* 1949年）[249]
- 1月28日 - ウラジミール・ヴィルチス（英語版）、ウクライナの元プロボクサー、元EBU欧州ヘビー級王者（* 1973年）[250]
- 1月28日 - 宮野大介、日本のドラマー、元HERE・インビシブルマンズデスベッドメンバー（* 生年非公表）[251]
- 1月29日 - 新屋哲雄、日本のスーパーセンテナリアン、日本で4番目に高齢だった男性（* 1911年）[252]
- 1月29日 - サム・レイ（英語版）、アメリカ合衆国のドラマー（* 1935年）[253]
- 1月29日 - ハワード・ヘスマン、アメリカ合衆国の俳優（* 1940年）[254]
- 1月29日 - 柳原一成、日本の料理研究家（* 1942年）[255]
- 1月29日 - 吉行耕平、日本の写真家（* 1946年）[256]
- 1月29日 - デビッド・グリーン、ニカラグア出身のアメリカ合衆国の元MLB・プロ野球選手【セントルイス・カージナルス、近鉄バファローズなどに所属】（* 1960年）[257]
- 1月30日 - フィリップ・ポール（英語版）、アメリカ合衆国のR&B／ジャズドラマー（* 1925年）[258]
- 1月30日 - ハーガス・ロビンズ（英語版）、アメリカ合衆国のカントリーピアニスト、キーボーディスト（* 1938年）[259]
- 1月30日 - ノーマ・ウォータソン（英語版）、イギリスのミュージシャン、ザ・ウォーターソンズ（英語版）メンバー（* 1939年）[260]
- 1月30日 - 大関吉明、日本の地方競馬調教師【高知県競馬組合所属】、元騎手（* 1945年）[261]
- 1月30日 - ジェフ・イニス（英語版）、アメリカ合衆国の元MLB選手【ニューヨーク・メッツ所属】（* 1962年）[262]
- 1月30日 - チェスリー・クリスト（英語版）、アメリカ合衆国の弁護士、リポーター、元ミスUSA（2019年（英語版））（* 1991年）[263]
- 1月31日 - カールトン・カーペンター、アメリカ合衆国の俳優（* 1926年）[264]
- 1月31日 - ジミー・ジャクソン（英語版）、アメリカ合衆国のブルースギタリスト、歌手（* 1928年）[265]
- 1月31日 - ピエール・ベロン（英語版）、フランスの実業家、ソデクソ創業者（* 1930年）[266]
- 1月31日 - 小畠絹子、日本の女優（* 1931年）[267]
- 1月31日 - ジェームズ・ビドグッド、アメリカ合衆国の写真家、映画監督（* 1933年）[268]
- 1月31日 - マイク・ニコラック（英語版）、カナダの元アイスホッケー選手、元トロント・メープルリーフスヘッドコーチ（* 1934年）[269]
- 1月31日 - ボブ・ウォール（英語版）、アメリカ合衆国の武術家、俳優（* 1939年）[270]
- 1月31日 - 廖正豪（中国語版）、台湾の政治家、元法務部長（* 1946年）[271]
- 1月31日 - ビチャンノイ・ポーンタウィー（英語版）、タイの元ムエタイ選手（* 1948年）[272]
- 1月31日 - ヴォルデマラス・ノヴィッキス（英語版）、リトアニアの元ハンドボール選手、1988年ソウルオリンピック金メダリスト【旧ソ連代表】（* 1956年）[273]
- 1月31日 - ジョー・アルコール（JOE ALCOHOL）、日本のロックミュージシャン、JET BOYS・THE HONG KONG KNIFE・THE WONDERFUL WORLDメンバー（* 生年非公表）[274]